# Lübeck-Travemünde
Travemünde (niederdeutsch Travemünn) ist ein Stadtteil der Hansestadt Lübeck in Schleswig-Holstein. Das Seebad ist jährlich Ziel von mehr als einer Million Übernachtungs- und Tagesgästen. Es liegt direkt an der Mündung der Trave in die Lübecker Bucht als Teil der Ostsee. Neben Promenaden und Badestränden befindet sich in Travemünde mit dem Skandinavienkai auch der bedeutendste deutsche Ostseefährhafen. Zum Stadtteil im politischen Sinn gehören neben dem Stadtbezirk Alt-Travemünde auch die Stadtbezirke Priwall, Brodten, Teutendorf und Ivendorf. Bei den drei letzteren handelt es sich um kleine Dörfer, die 1935 eingemeindet wurden.

## Geografie
Lübeck-Travemünde liegt etwa 15 Kilometer Luftlinie nordöstlich vom Lübecker Zentrum. Der größte Teil des Stadtteils liegt westlich der Trave. Die an der Mündung in die Ostsee gelegene Halbinsel Priwall auf dem Ostufer gehört ebenfalls zu Travemünde und konnte bis 1990 nur mit der Fähre erreicht werden.
Das Gebiet des Stadtteils ist 41,3 Quadratkilometer groß. Ende 2024 lebten rund 13.900 Menschen in Travemünde, also 337 Einwohner je Quadratkilometer. Die meisten Bewohner leben im Stadtbezirk Alt-Travemünde. In den drei weiteren Dörfern Brodten, Teutendorf und Ivendorf, die zum Stadtteil gehören, leben nur jeweils zwischen 100 und 300 Einwohner.

## Geschichte

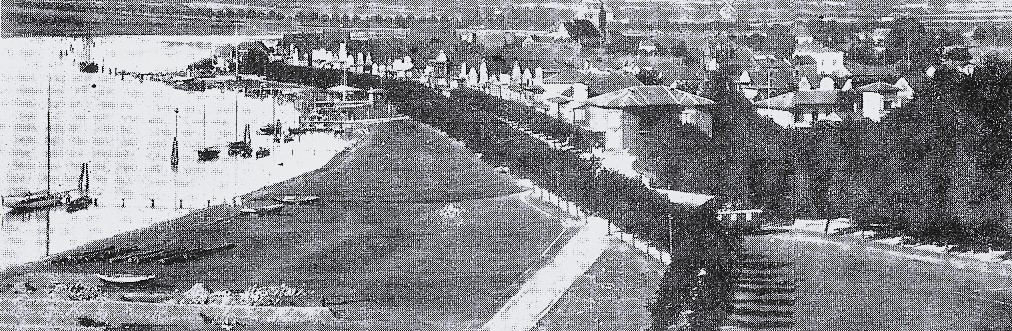
Foto von Travemünde um 1900

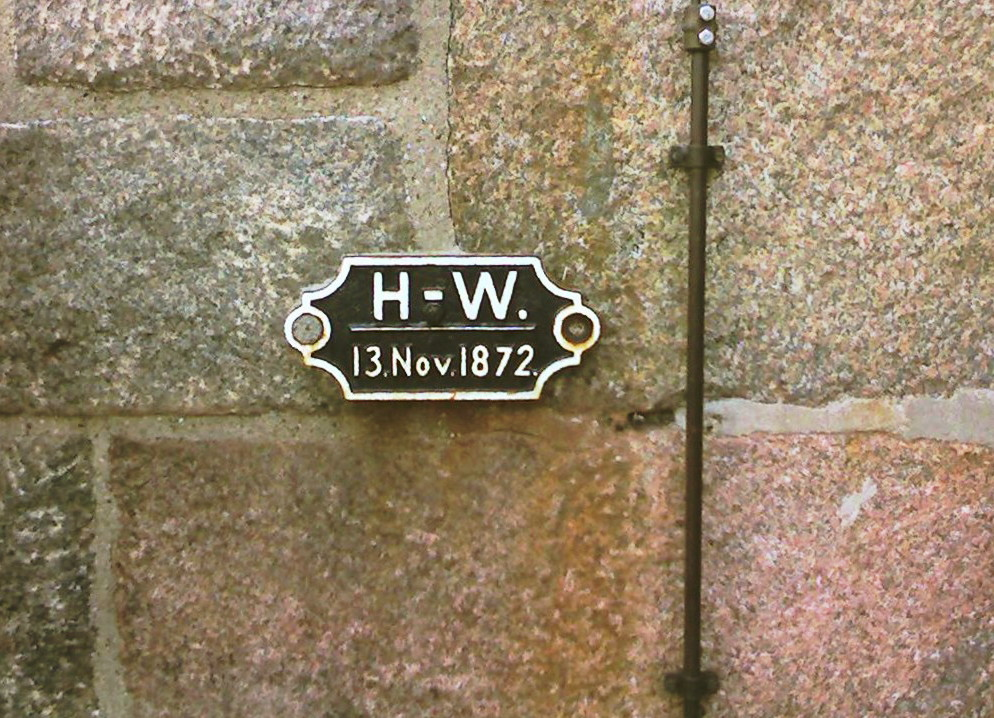
1872: Hochwassermarke am alten Travemünder Leuchtturm

Travemünde wurde 1187 gegründet. Bereits mit dem Lübecker Reichsfreiheitsbrief von 1226 hatte sich die Stadt Lübeck von Kaiser Friedrich II. die Rechte an Travemünde zusichern lassen. Im selben Jahr kam der Priwall zu Travemünde. 1329 wurde Travemünde dann durch Kauf endgültig Teil des damaligen Lübecker Stadtstaates. Travemünde war seit den Zeiten Heinrichs des Löwen stark befestigt. Während des Dänisch-Lübischen Krieges wurde 1510 ein dänischer Angriff abgewehrt.
Im Jahr 1802 wurde Travemünde als zweiter Ort an der deutschen Ostseeküste als „Seebad“ anerkannt.
Die Befestigungen Travemündes wurden 1807 geschleift.
Von 1811 bis 1813 war Travemünde, wie Lübeck, Teil des französischen Kaiserreichs und damit dessen nordöstlichster Ort. Zu dieser Zeit wurde zur Durchsetzung der Kontinentalsperre das Fort Travemünde errichtet.
1872 wurde Travemünde durch das Ostseesturmhochwasser stark geschädigt, zahlreiche Häuser fielen den Fluten zum Opfer. Spuren der Sturmflut sind noch heute vereinzelt erkennbar.
1913 wurden die bis dahin im Lübecker Stadtstaat selbständige Stadt Travemünde und Kücknitz in die Stadt Lübeck eingemeindet.

## Politik
Travemünde hat einen informellen Ortsrat, der eine Beratungsfunktion gegenüber der Verwaltung und Politik der Hansestadt Lübeck hat, aber keine eigenen Entscheidungsbefugnisse besitzt. 15 der 20 Vertreter werden von den politischen Parteien entsprechend dem jeweiligen Travemünder Wahlergebnis zur Bürgerschaftswahl bestimmt. Zusätzlich sind dem Ortsrat weitere fünf Vertreter des öffentlichen Lebens zugeordnet.

## Literarischer Schauplatz
Travemünde wurde von bedeutenden Schriftstellern besucht und auch beschrieben. Aus Russland kamen dereinst, nicht zuletzt des Glücksspiels wegen, Dostojewski, Gogol und Turgenjew. Franz Kafka saß im Sommer 1914 barfuß am Strand und hatte das Gefühl, damit als „unanständig aufzufallen“. Thomas Mann kam schon als Schüler aus Lübeck in sein erklärtes  „Kindheitsparadies“ und verbrachte regelmäßig seine Sommerferien hier. In seinem Roman Buddenbrooks hat er dem Ort ein bleibendes Denkmal gesetzt; auch in anderen Werken wie Tonio Kröger und Felix Krull taucht das Seebad als Schauplatz auf. In seinem Buch Eine Liebe fürs Leben hat Volker Hage das Verhältnis des Dichters zu Travemünde ausführlich dargestellt.

## Promenaden und Badebetrieb

### Travepromenade und Priwallpromenade
Die Travepromenade führt am westlichen Ufer entlang der Trave bis zur Mündung in die Ostsee. Hier liegen Segelboote, die Lotsenboote und die Seenotrettungsboote der Deutschen Gesellschaft zur Rettung Schiffbrüchiger. Die Personenfähre fährt hier zur gegenüber am Passathafen gelegenen Priwallpromenade ab. Der Passathafen ist ein ehemaliger U-Boot-Hafen und wird heute als großer Yachthafen genutzt. Die Promenade auf dem Priwall am östlichen Ufer der Travemündung wurde 2020 eröffnet.

### Strandpromenade
Nach einem Besuch Kaiser Wilhelms II. im Jahr 1894 wurde in den Jahren 1898 bis 1904 die 1,7 km lange und bis zwanzig Meter breite Strandpromenade entlang der Ostsee angelegt. Die besondere Atmosphäre ergibt sich durch die großzügigen Dimensionen, den Badebetrieb auf dem breiten Sandstrand und den Blick auf den internationalen Fährverkehr. Von Ende 2010 bis Mitte 2012 wurde die Strandpromenade abschnittsweise mit einem sturmsicheren Unterbau aus Asphalt und Granitpflaster versehen. Geblieben sind die schmiedeeisernen Geländer zwischen Promenade und Strand. Neu hinzu kamen barrierefreier Strandzugang, Spielzonen für Kinder, eine Seeterrasse und eine Strandbar. Die Strandpromenade geht am nördlichen Ende hügelaufwärts in die weitgehend naturbelassene Landschaft des Brodtener Steilufers mit dem Aussichtspunkt Hermannshöhe oder strandnah in einen Fußpfad zum Mövenstein über.

### Badestrände

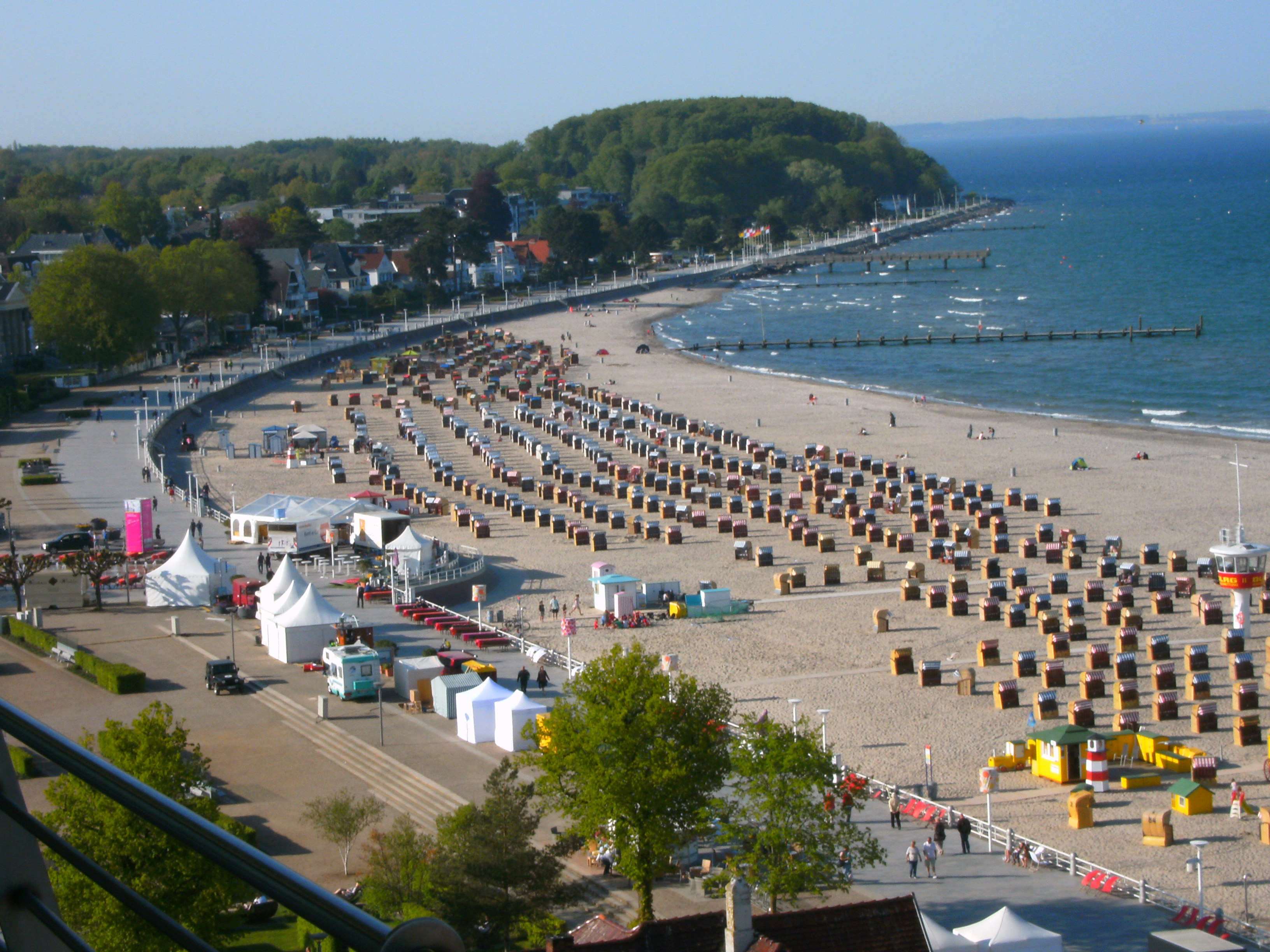
Strandpromenade, Strandkörbe und Ostsee

Travemünde hat zwei ausgewiesene Badestrände zur Ostsee hin: den rund einen Kilometer langen Sandstrand an der Strandpromenade mit dem anschließenden Grünstrand und den ca. 1,2 km langen Sandstrand am Ostseeufer des Priwalls. Insgesamt kann an einem Küstenbereich von rund vier Kilometern gebadet werden. Die Haupt-Badesaison ist von Juli bis August mit Wassertemperaturen um die 20° Celsius.
An den feinsandigen Stränden in Travemünde sind in der Saison bis zu 1500 Strandkörbe verfügbar. Es gibt einige Beobachtungstürme der Deutschen Lebens-Rettungs-Gesellschaft (DLRG). Die Wasserrettung der DLRG-Wasserrettungs-Station ist nur im Dienst, wenn ein quergestreifter rot-gelber Wimpel oben am Fahnenmast gehisst ist. Ist zusätzlich darunter eine gelbe Fahne gehisst, so ist Baden und Schwimmen gefährlich. Ist stattdessen zusätzlich darunter eine rote Fahne gehisst, so ist das Baden und Schwimmen verboten.
Bei nordöstlichen starken Winden können lebensgefährliche Unterströmungen entstehen, die die Schwimmer ins Meer hinausziehen. Ein Indiz dafür ist, wenn das Seewasser vom Strand bis zum Horizont Wellen mit Schaumkronen aufweist.

## Kultur-, Naturdenkmale und Bauwerke

### Alter Leuchtturm

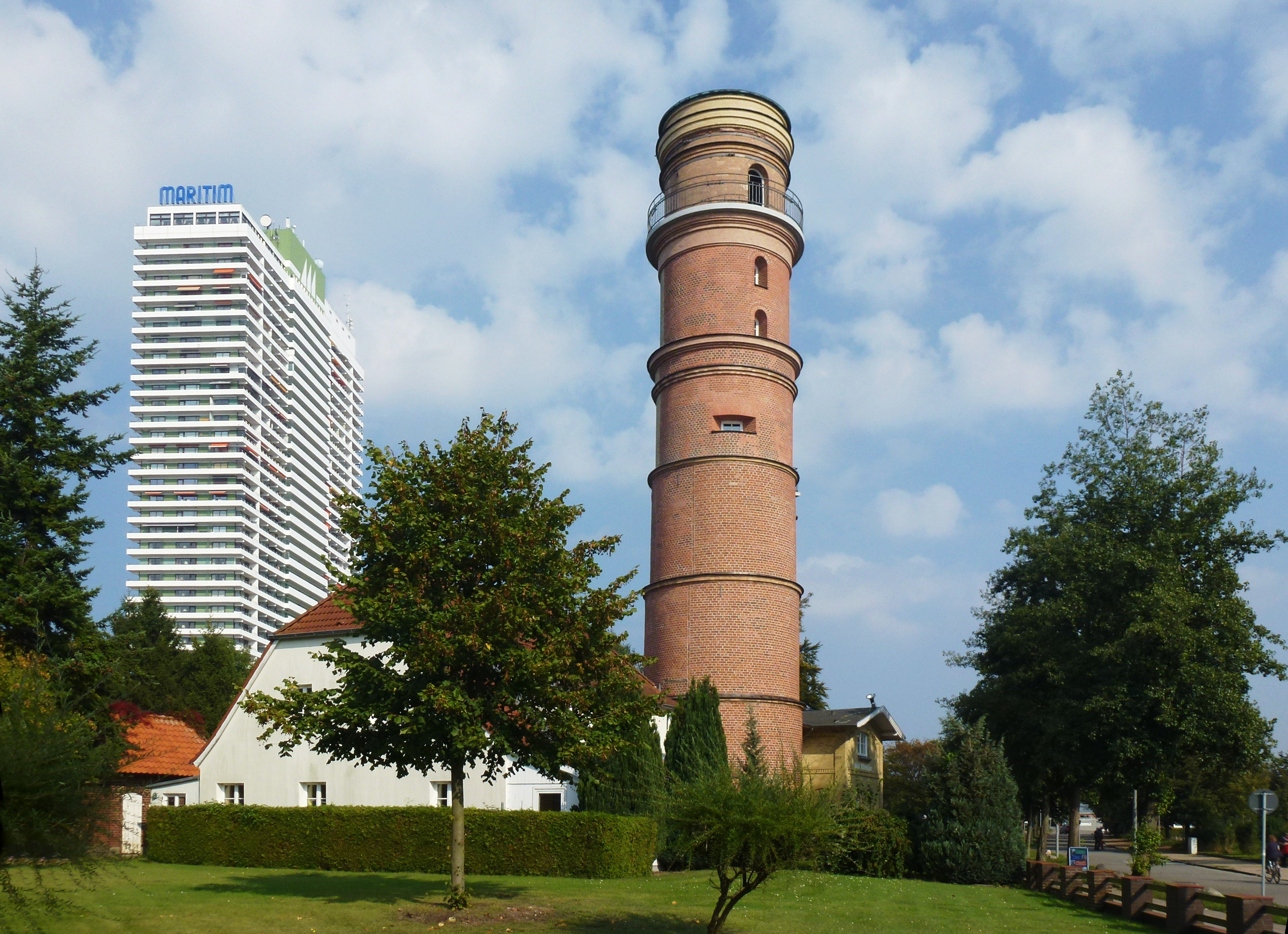
Alter Leuchtturm und Hotel Maritim (vor 2017)

Im Jahr 1539 wurde der Alte Leuchtturm Travemünde von holländischen Maurern aus Ziegelsteinen erbaut. Er ist rund 31 Meter hoch und besteht aus acht Etagen, die jeweils im Durchmesser abnehmen. Er ist der älteste erhaltene Leuchtturm in Deutschland und seit 1922 ein technisches Kulturdenkmal. 1827 wurde er von einem Blitz getroffen, wobei die Spitze völlig abbrannte. 1903 wurde das Leuchtfeuer auf elektrisches Licht umgestellt. Deutschlands dienstältester Leuchtturm stellte 1972 den Betrieb ein, weil die Sicht durch den Neubau des Maritim-Hochhauses verdeckt wurde.
Der Alte Leuchtturm Travemünde dient seit 2004 als maritimes Museum für Leuchtfeuertechnik. An den Treppenwänden und auf den acht Etagen sind Bilder von Leuchttürmen und Feuerschiffen sowie Seelaternen und Leuchtfeuer ausgestellt. Auf halber Höhe ist der Lotsenausguck zur Ostsee zu besichtigen. Im obersten Stockwerk ist eine enge Balustrade rund um den Turm angelegt. Von dort ist der Rundblick auf Ostsee, Travemünde, Priwall, Passat und den Schiffs- und Fährverkehr möglich.

### Maritim-Hochhaus / Neues Leuchtfeuer
Das Maritim-Hochhaus wurde Anfang der 1970er Jahre errichtet. Mit 119 Metern Höhe (125 Meter Gesamthöhe) ist es das höchste Gebäude Schleswig-Holsteins sowie der gesamten deutschen Ostseeküste. Zu seinen Füßen befand sich von 1966 bis 2002 ein Meerwasserhallenbad, heute zwei Hotelanlagen mit öffentlichem Spa-Bereich. Das neue Leuchtfeuer im 36. Stockwerk des Hochhauses wurde am 30. April 1974 in Betrieb genommen und gehört mit 114,7 m Feuerhöhe zu den höchsten Leuchtfeuern Europas. Das weiß/rote Lichtsignal blitzt alle vier Sekunden in einem nach Nordosten zeigendem Sektor Richtung Lübecker Bucht auf.
Das Gebäude wurde im Juli 2019 in die Liste der Kulturdenkmale der Hansestadt Lübeck aufgenommen.

### Nordermole
Die Nordermole erstreckt sich bis zu dem Punkt, wo die Trave in die Ostsee mündet. Am äußersten Ende befindet sich das Molenfeuer Travemünde, ein grün-weißer Leuchtturm.

### Ehemaliges Spielcasino

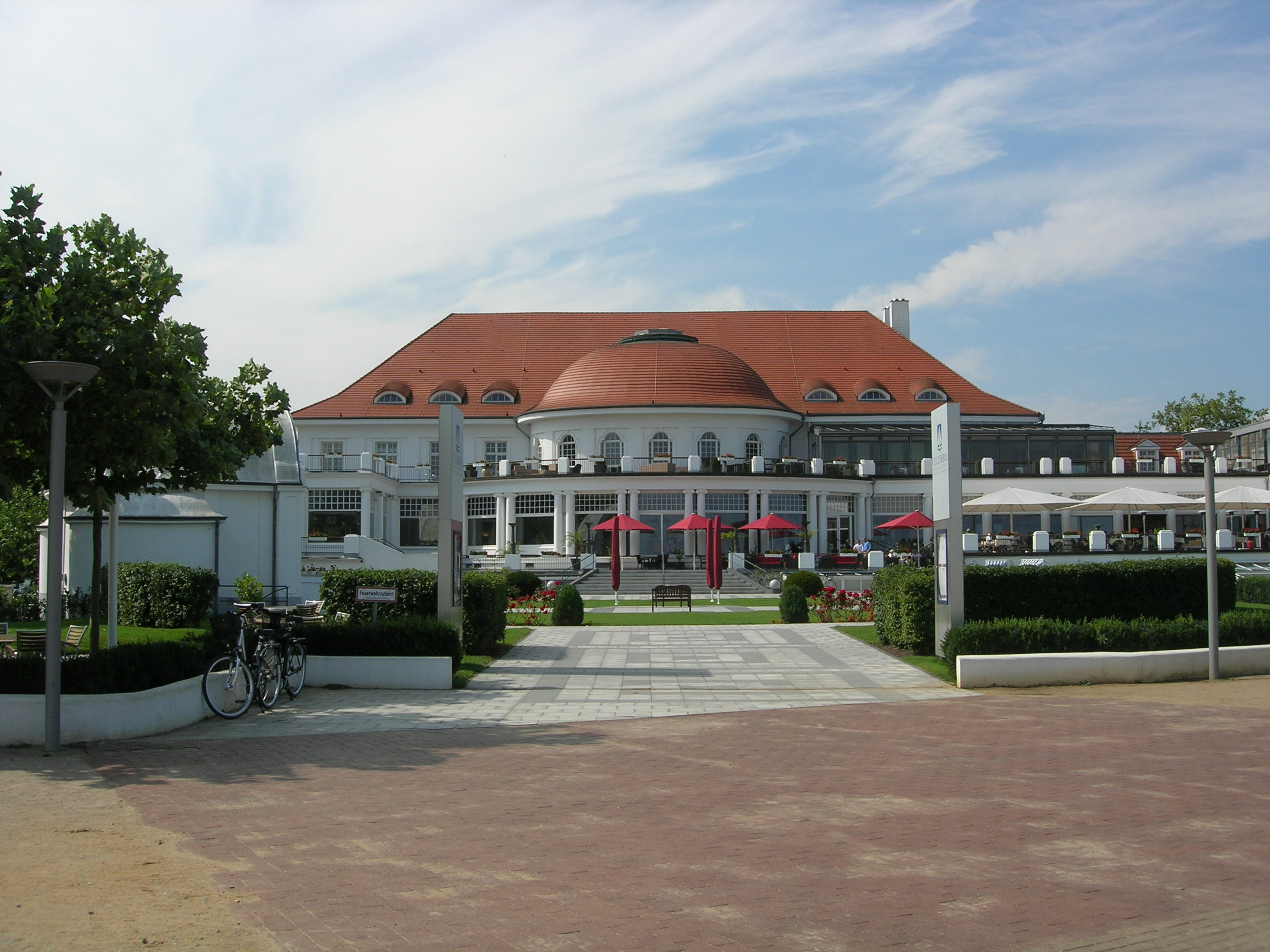
Einstiges Casino Travemünde

Das Gebäude des ehemaligen Spielcasinos wurde 1913/1914 im Jugendstil als „Städtischer Kursaal“ bzw. „Konversationshaus“ erbaut. Die Außenanlagen wurden im Jahr 1915 von dem bekannten Lübecker Gartenarchitekten Harry Maasz gestaltet. Das Casino Travemünde war von 1949 bis 2012 in Betrieb.
Im Hause befindet sich jetzt ein Hotel. Von 2005 bis 2015 gab es das Restaurant „La belle Epoque“, das unter Kevin Fehling 2012 mit drei Michelin-Sternen ausgezeichnet wurde.

### Ehemaliges Kurhaus-Hotel
Das ortsbildprägende Kurhaus-Hotel, errichtet 1913 am Kalvarienberg, wurde renoviert und umgebaut und anschließend als A-ROSA Resort neu eröffnet. In seinem Inneren finden sich noch Ausstattungsmerkmale des eingeschossigen Vorgängerbaus, die 1820 im Stil des Klassizismus vom Innenarchitekten Joseph Christian Lillie geschaffen wurden. Die Küche des zum Hotel gehörenden Restaurants wurde seit 2011 unter der Leitung von Christian Scharrer mit zwei Michelin-Sternen ausgezeichnet. Im Jahr 2014 kam es zum Wechsel der Küchenleitung. Dirk Seiger, der bis 2011 als Sous-Chef des Restaurants Buddenbrooks tätig war, übernahm die Leitung des Fine-Dining-Restaurants. 2017 wurde das Restaurant für seine Küche mit einem Michelin-Stern und 16 Punkten und zwei Hauben im Gault-Millau-Führer ausgezeichnet.

### Strandbahnhof
Der Bahnhof Lübeck-Travemünde Strand der Bahnstrecke wurde 1911–1913 nach den Plänen des Architekten Fritz Klingholz im Jugendstil als Ersatz für einen hölzernen Vorgänger aus dem Jahr 1900 gebaut. 2000 wurde er aufwändig für fast 2,3 Millionen Euro restauriert. Als Besonderheit weist er einen Uhrturm mit bis zum Strand hin sichtbarer Anzeige der nächsten Zugabfahrt auf.

### Hafenbahnhof

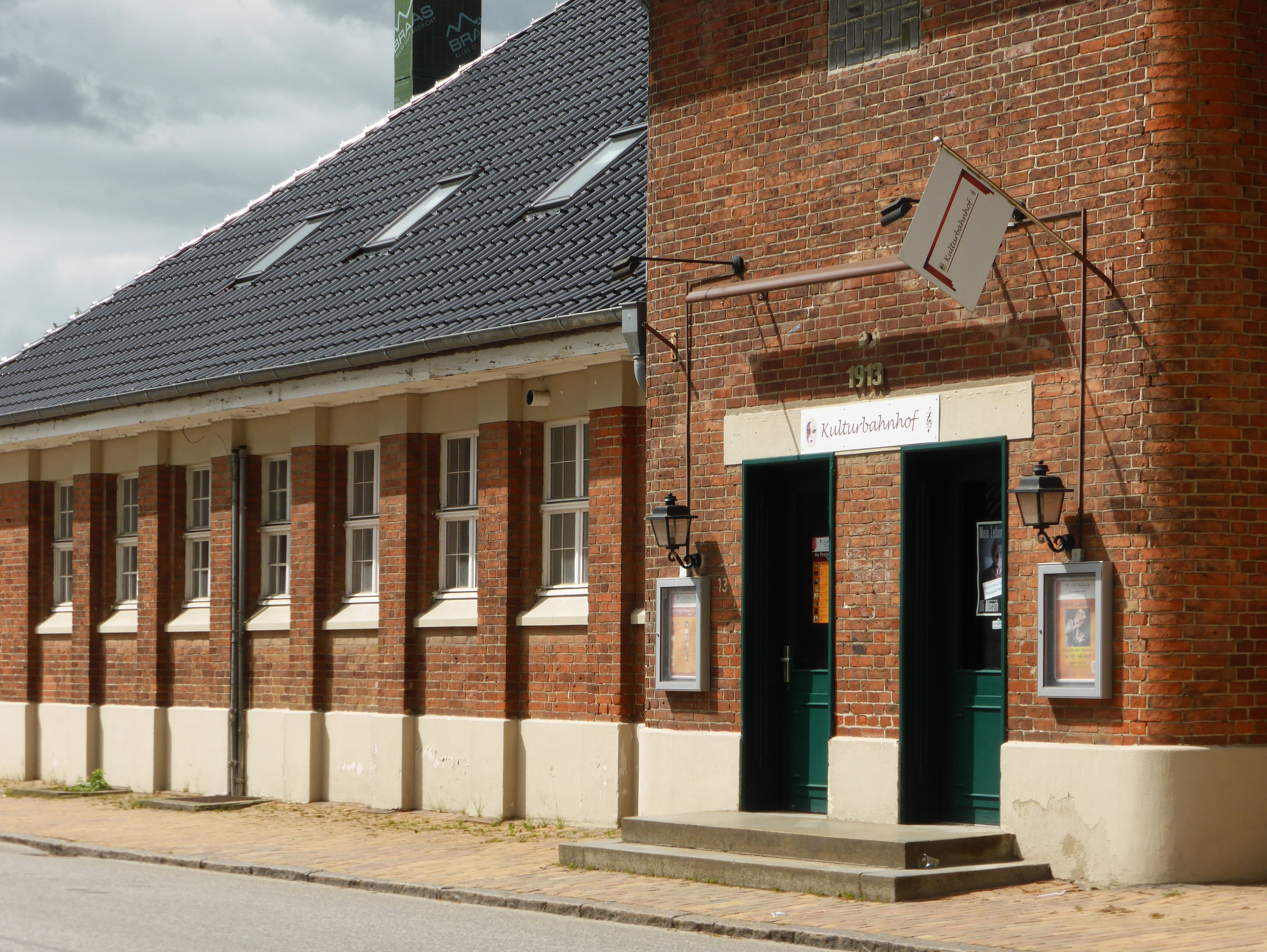
Hafenbahnhof

Das jetzige Gebäude wurde 1913/1914 ebenfalls nach den Plänen von Fritz Klingholz errichtet. Der Vorgänger war bereits mit der Eröffnung der Lübeck-Travemünder Eisenbahnstrecke im Jahr 1882 fertiggestellt worden. Auf Wunsch der Eisenbahngesellschaft baute die Stadt eine Verbindungsstraße zwischen Hafenbahnhof und den Schiffsanlegern an der Vorderreihe, die den Namen Rose erhielt. 1996 wurde das Bahnhofsgebäude verkauft.

### Mövenstein
Der Mövenstein ist ein seit 1980 als Naturdenkmal eingetragener Findling, der einst von den Badegästen der ehemaligen Seebadeanstalt Mövenstein genutzt wurde. Er droht in der Ostsee zu versinken und ragt nur noch zu zwei Fünfteln aus dem Wasser.

### Friedhof
Der Friedhof befindet sich nördlich der Eisenbahnstrecke mit Haupteingang an der Straße Mühlenberg. Beim Nebeneingang Boelckestraße befinden sich sieben gleich hergerichtete Gräber mit den Namen der Verstorbenen und dem gemeinsamen Sterbedatum 1945. Eine erläuternde Tafel über diese Kriegsgräber ist nicht vorhanden.

### Gedenkstätte
Im Dr.-Hermann-Zippel-Park befindet sich beim Aufgang zum Kalvarienberg das Kriegerdenkmal zum Gedenken an die Toten des Ersten und Zweiten Weltkrieges. Eine Gedenkfeier wird hier am Volkstrauertag von Pfarrerin und Reservistengemeinschaft unter Beteiligung der Travemünder und Besucher gehalten.

### Altstadt
In der Altstadt von Travemünde rund um die in der zweiten Hälfte des 16. Jahrhunderts errichtete St.-Lorenz-Kirche mit einer Orgel von Rudolf von Beckerath Orgelbau. Die alte Lübschen Vogtei im Stil der Backsteinrenaissance war Sitz der Lübecker Stadtherrn sowie Polizeirevier und wird heute gewerblich genutzt. In der Vorderreihe beidseits des Ostpreußenkais hat sich der ursprüngliche Charakter erhalten.

Travemünder Altstadt
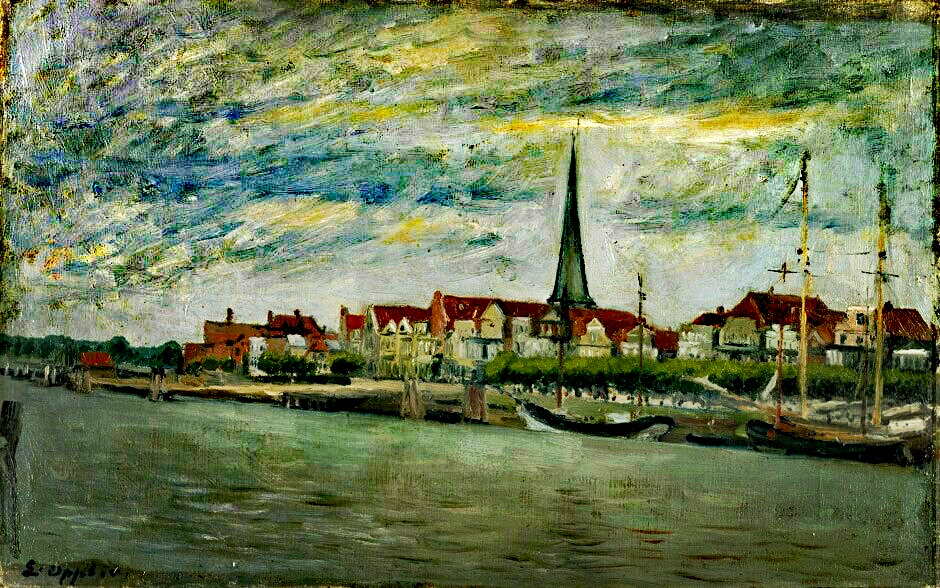
Altstadt mit St.-Lorenz-Kirche auf einem Gemälde von Ernst Oppler um 1910 …
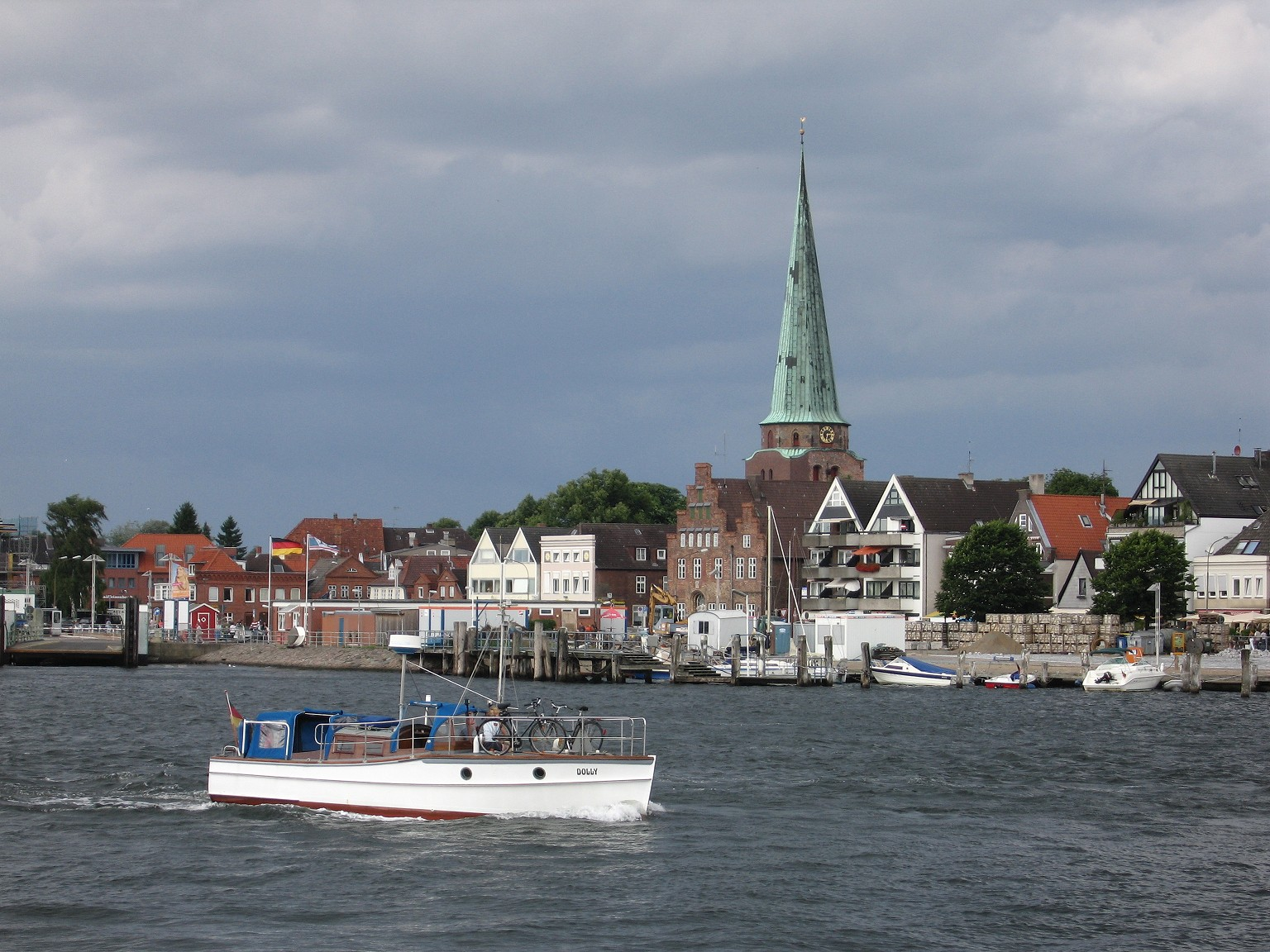
Travemünde Vorderreihe mit St. Lorenz-Kirche
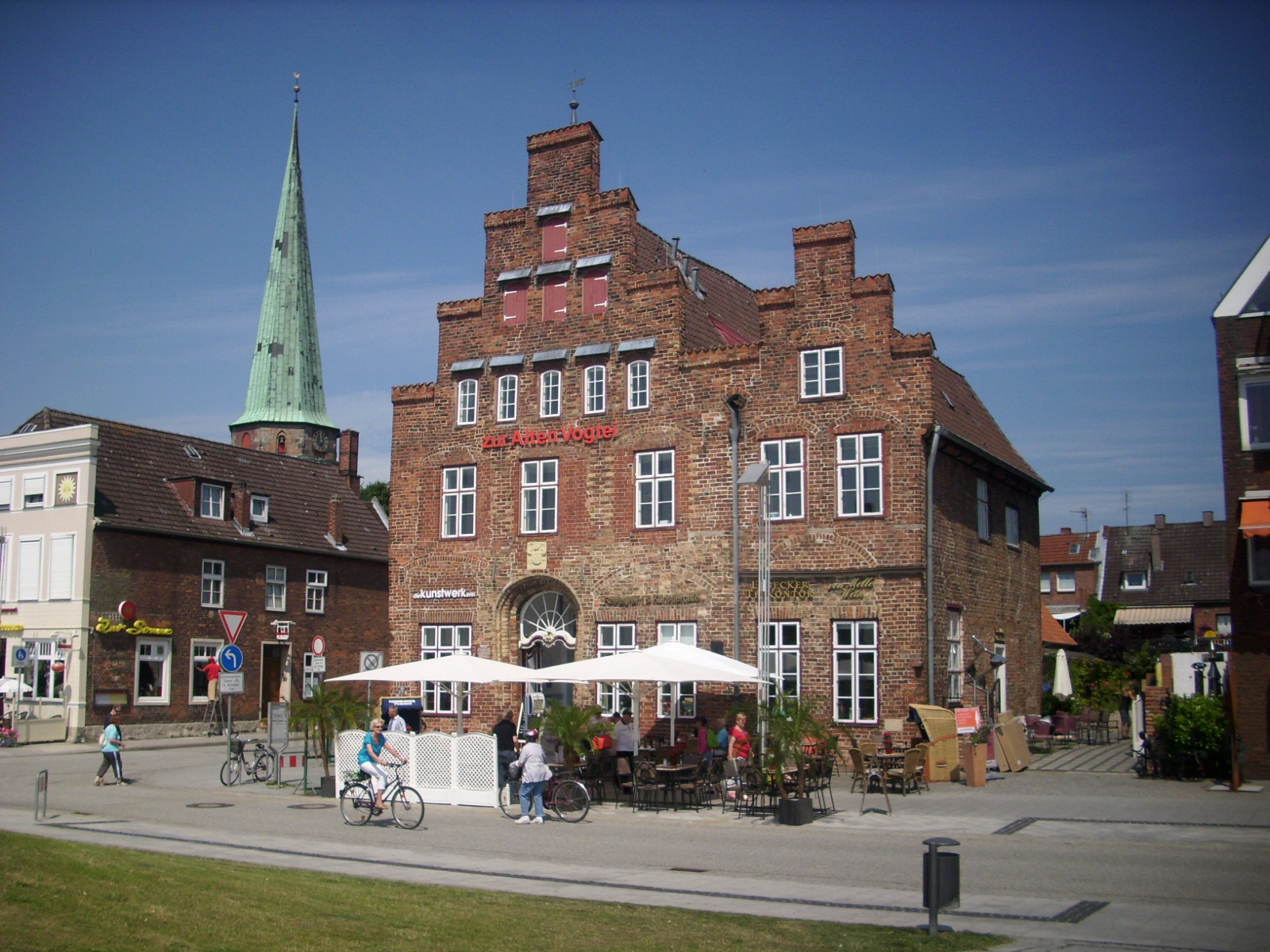
Alte Vogtei von 1551
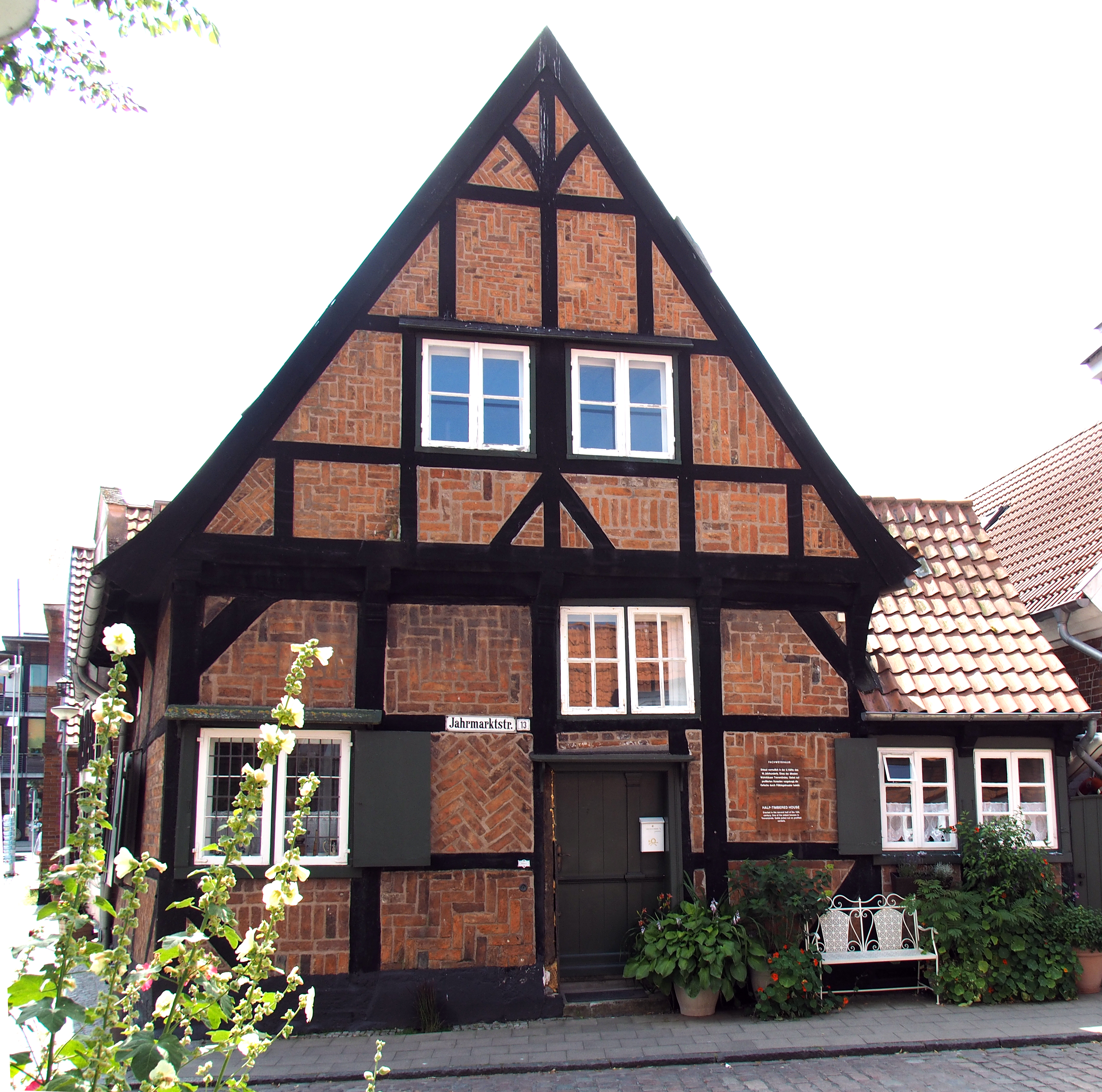
Jahrmarktstr. 13, vermutl. 2. Hälfte 16. Jh.

### ViermastbarkPassat

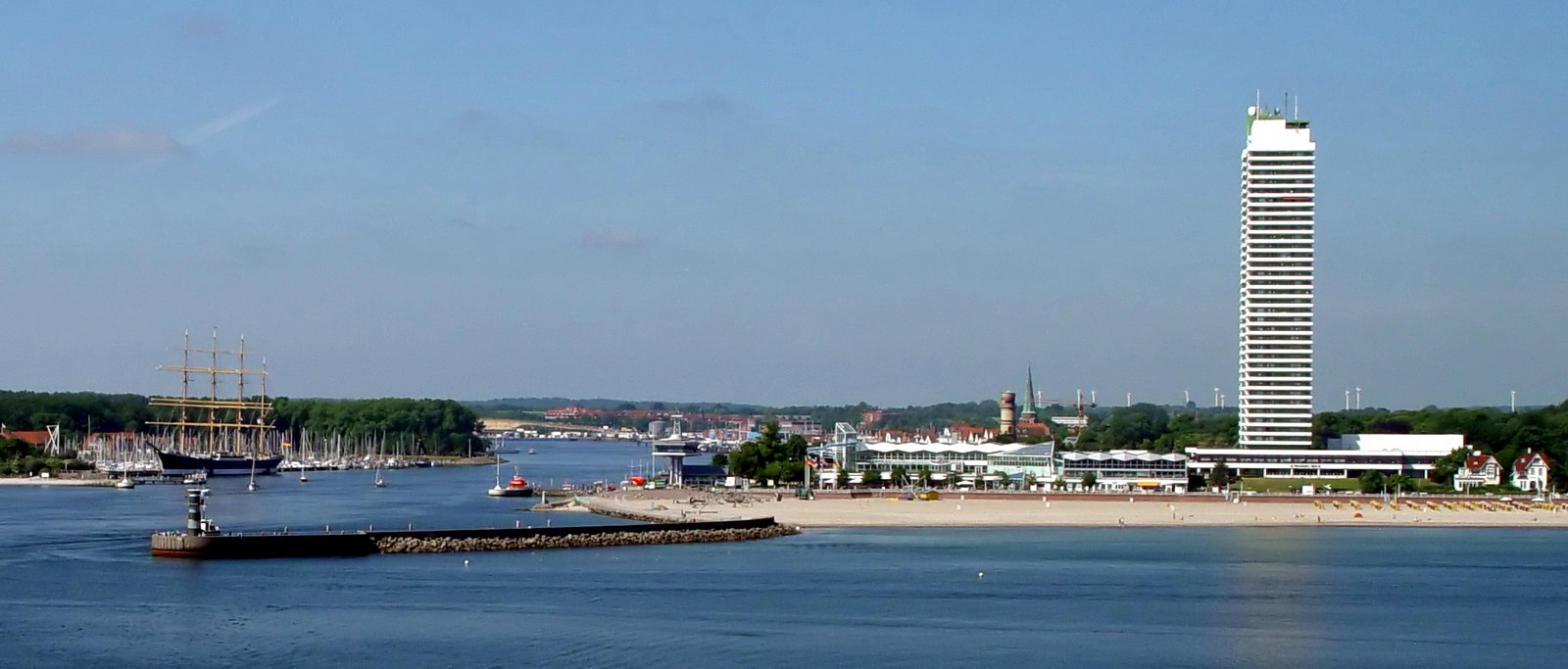
Hafeneinfahrt mit der Passat August 2005

An der Travemündung beim Passathafen am Priwall mit seinen zahlreichen Segelyachten (nur während der Segelsaison) liegt die Viermastbark Passat als Museumsschiff und Wahrzeichen. Die Passat wurde 1911 als Getreide- und Salpeter-Transporter erbaut und 1959 von der Hansestadt Lübeck unter Denkmalschutz gestellt. Sie umsegelte neununddreißigmal Kap Hoorn und umrundete zweimal die Welt. Sie kann besichtigt werden, hat drei Veranstaltungsräume, 98 Kojen sowie ein Standesamt. Die Masten sind 56 Meter hoch. In der Vorweihnachts- und Weihnachtszeit ist sie mit einer Lichterkette über die Toppen geschmückt.
Die Passat zählte einst zu den legendären Flying-P-Linern der Hamburger Reederei Laeisz. Sie ist das Schwesterschiff der heute in Hamburg liegenden Peking und verwandt mit der im Atlantik gesunkenen Pamir. Zu den P-Linern gehört auch die Kruzenshtern, die früher Padua hieß, und Travemünde als aktives russisches Segelschulschiff im Rahmen der Baltic-Sail regelmäßig besucht.

### Stadtplanung
Zwischen Kaiserallee und Steenkamp ist das Straßenbild so angeordnet, dass die Straßen Backbord, Steuerbord, Mittschiffs und Achterdeck das Bild eines Schiffs auf den Stadtplan zeichnen. Dieses „Schiff“ im Stadtplan hat sogar ein Fallreep, mit dem es an der Kaiserallee angelegt ist. Zu diesem Schiffsthema gehören außerdem die Straßen Im Beiboot, Am Heck, Godewind (guter Wind) und Leegerwall (von Lee, Windschattenseite).

### Natur und Parks
(von West nach Ost)

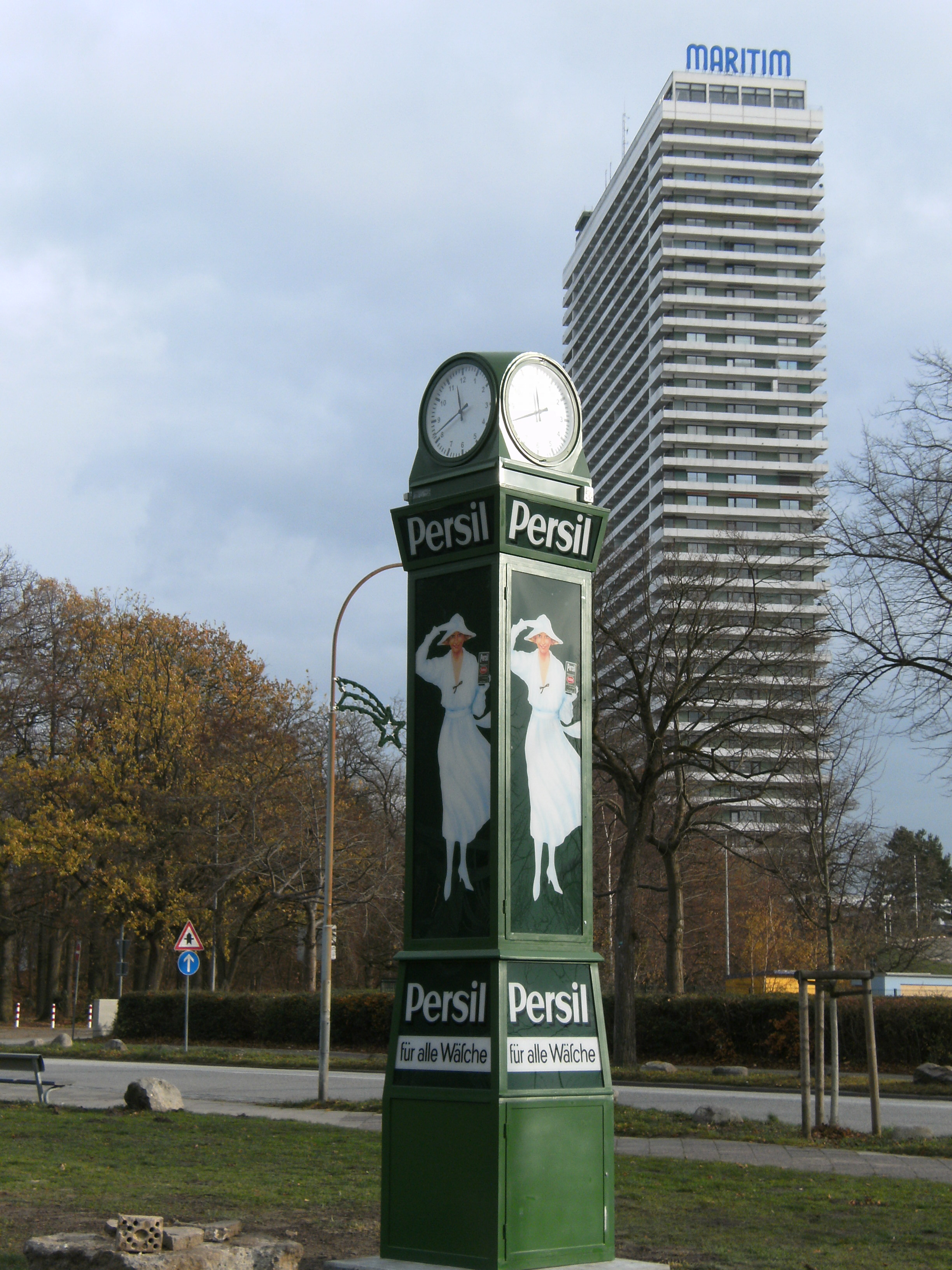
Persiluhr in Travemünde, Dr.-Hermann-Zippel-Park mit Hotel Maritim

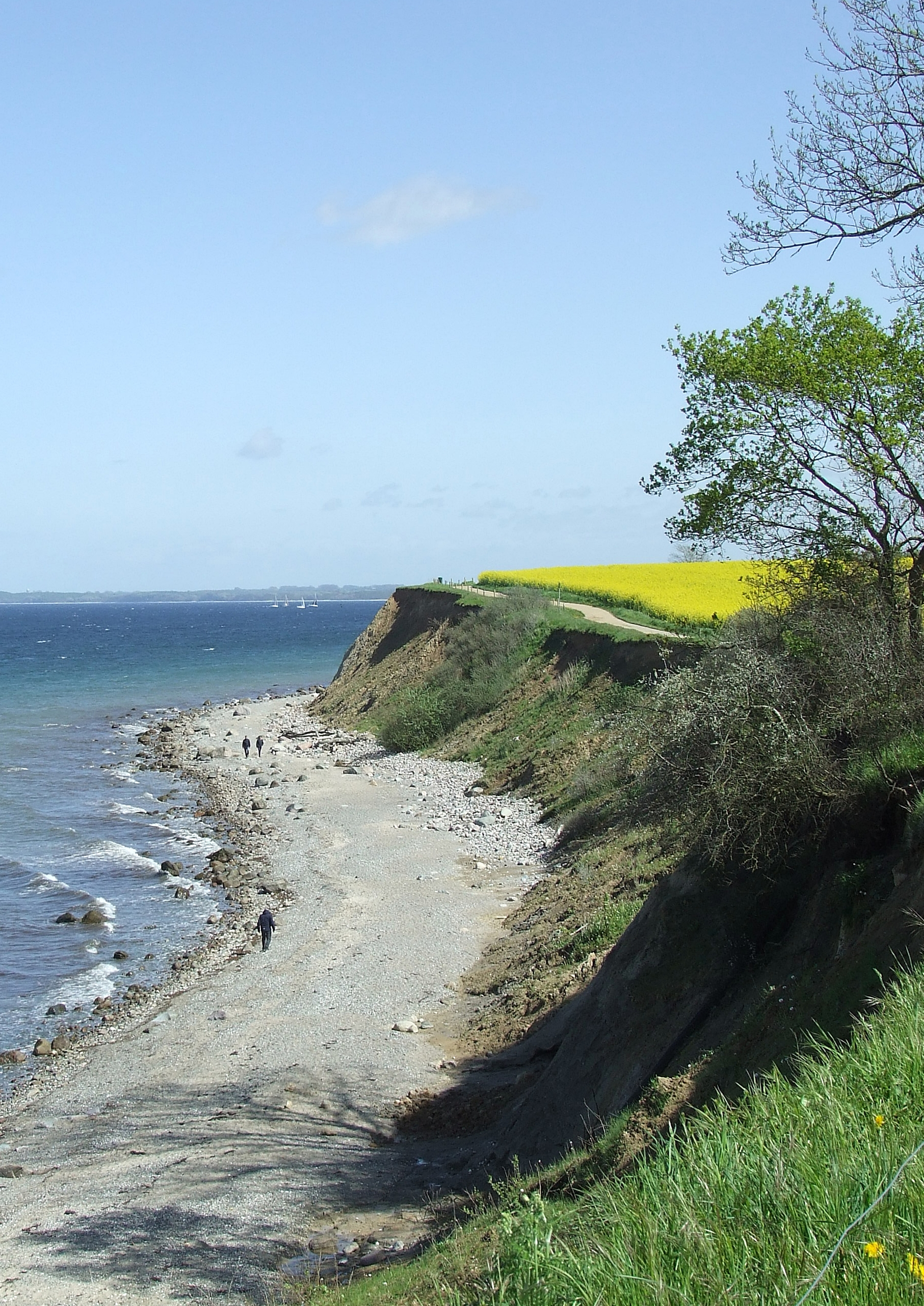
Das Brodtener Steilufer im Landschaftsschutzgebiet Brodtener Winkel. Der Blickwinkel folgt dem Strandweg aus Richtung Niendorf kommend in Richtung Travemünde

Um das Naturschutzgebiet des südlichen Priwalls führt der Priwall-Wanderweg.
Der Kalvarienberg (im Volksmund: Kalli-Walli) ist eine dicht bewaldete Erhebung, die begrenzt wird von der Altstadt von Travemünde, dem Strandbahnhof sowie der Außenallee und der Bahnstrecke. Die knapp fünf Hektar große Fläche dieses Stadtwaldes wird von zwei Wegen in Süd-Nord-Richtung durchzogen und naturnah bewirtschaftet.
Der Dr.-Hermann-Zippel-Park erstreckt sich unterhalb des Kalvarienberges und wird durch eine Allee für Fußgänger von der Hinterreihe Richtung Ostseepromenade durchzogen. Im Zippelpark befindet sich am Aufstieg zum Kalvarienberg das Denkmal für die Gefallenen der Weltkriege. Im Jahr 2018 ist im Zippelpark an Stelle einer denkmalgeschützten zerstörten Werbeuhr eine nostalgische Persiluhr aufgestellt worden.
Der Brügmanngarten gruppiert sich an der Ostseepromenade um eine Musikmuschel. Hier finden Kurkonzerte und auch Events mit lauter Musik statt. Der Godewindpark am Travemünder Strandbahnhof ist eine Ruhezone mit Eichen, Ahornen, Teich und weiter Rasenfläche.
Zu Travemünde gehört auch das Brodtener Ufer, eine eindrucksvolle, bis zu 20 Meter hohe Steilküste von etwa vier Kilometern Länge bis zum Nachbarort Niendorf, mit einem dahinter liegenden Golfplatz, der zu den ältesten in Deutschland gehört.
Im unmittelbaren Hinterland Travemündes, aber bereits im Kreis Ostholstein, liegt der Hemmelsdorfer See. Dieser See ist eine von der Ostsee abgeschnittene Förde, in der einstmals Napoleon einen geschützten Kriegshafen für sein Imperium anlegen lassen wollte.

Weiteres
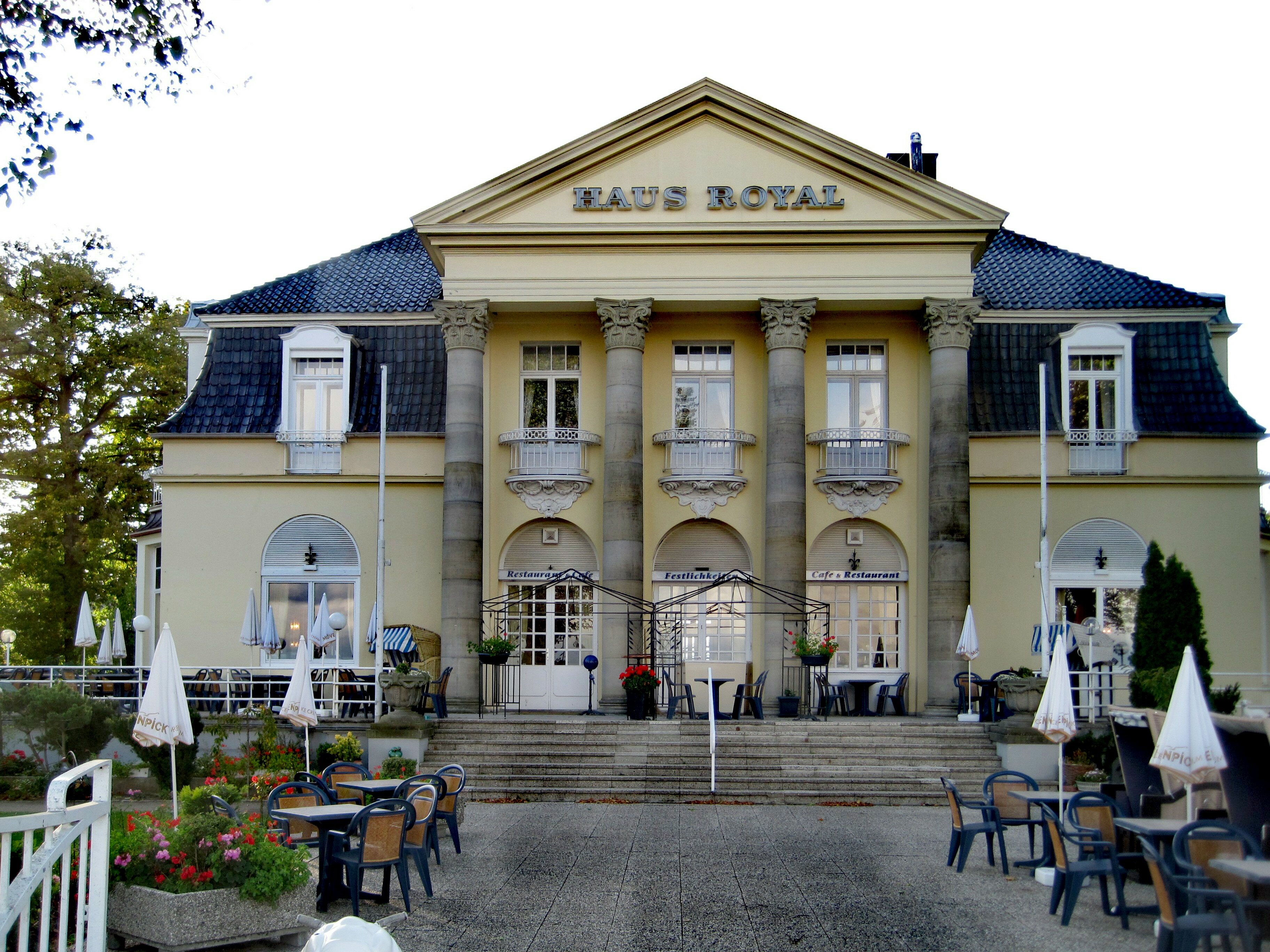
Ehemalige Possehl-Villa, heute Restaurant Villa Mare
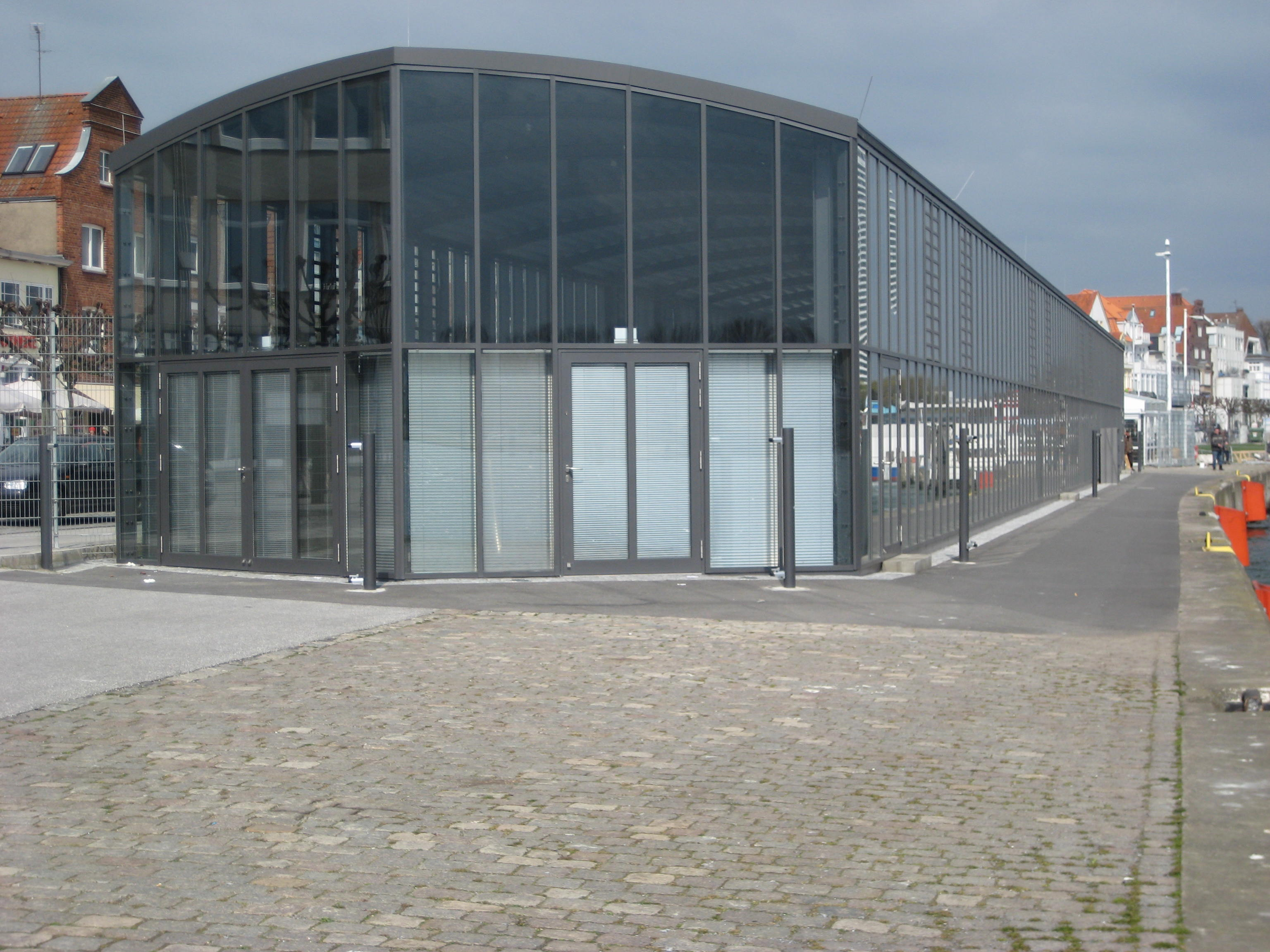
Kreuzfahrtterminal an der Vorderreihe von 2007
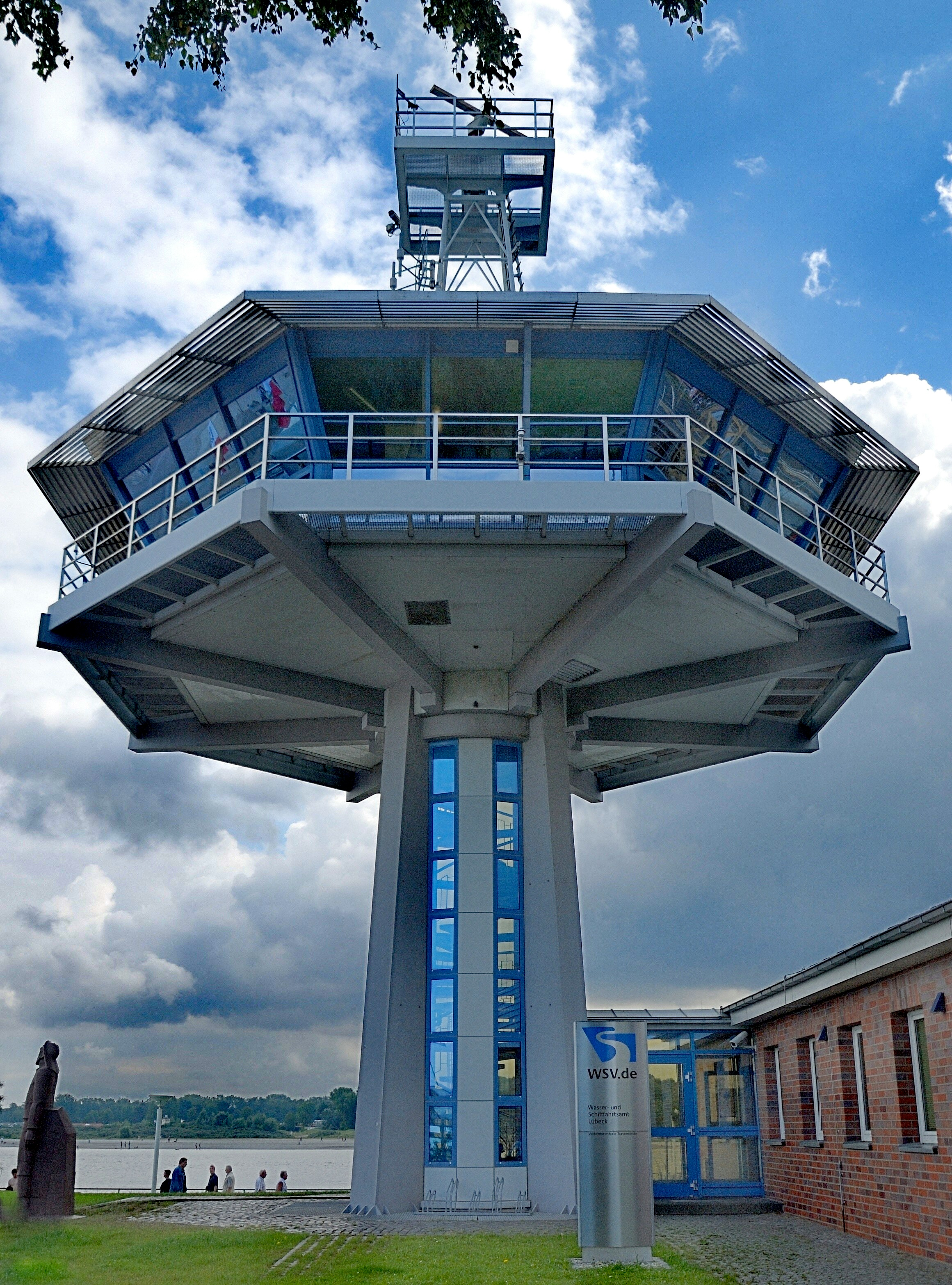
Kontrollturm Verkehrszentrale Travemünde
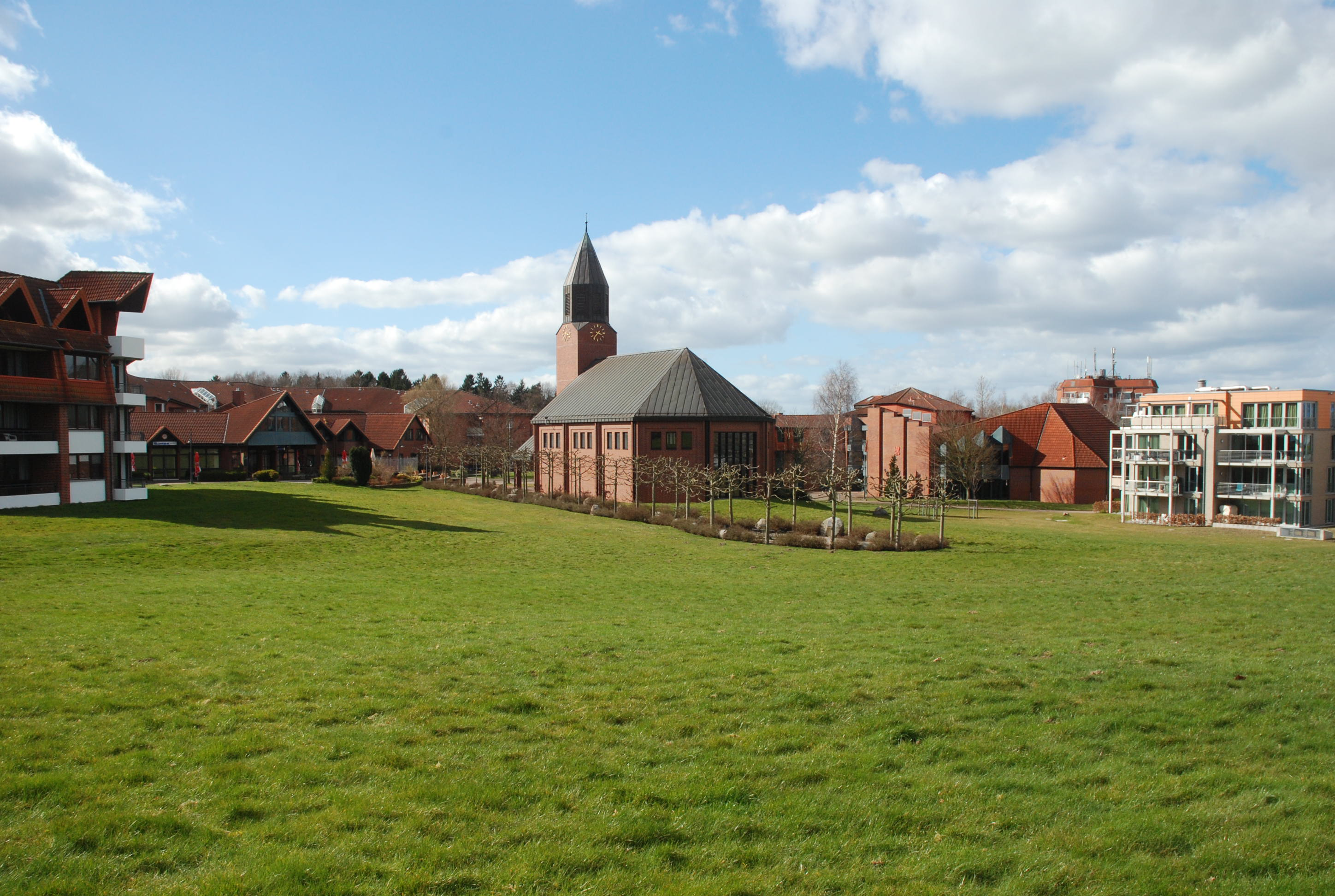
Pommern-Zentrum mit Versöhnungskirche

## Museen, Denkmäler und Erinnerungsstätten
Das Seebadmuseum Travemünde dokumentiert die Entwicklung Travemündes als Seebad, die Geschichte der Nutzung des Priwalls als Gelände zur Entwicklung von Seeflugzeugen (unter anderem der Dornier) und als Werftstandort. Weiter werden die Aufnahme der Flüchtlingsströme des Zweiten Weltkriegs und die Situation an der ehemaligen Grenze zur DDR dargestellt.
Vor dem Maritim-Hotel Richtung Strandpromenade ist ein historischer Propeller aufgestellt, der an die Geschichte des Priwalls als Seeflug-Erprobungsstätte erinnern soll.
Neben dem Vereinsheim des Eisenbahner-Hochsee-Sportfischer-Vereins (EHSFV), einem ehemaligen Wasserturm der Lübeck-Büchener Eisenbahn (LBE) nordöstlich des Hafenbahnhofs, steht die Sektion „a“ des ehemaligen Reichsbahn-Triebwagens 137 851 der Bauart „Köln“ (späterer VT 06 106 der DB).
In der Jahrmarktstraße 4 nahe der Lorenzkirche erinnert eine Gedenktafel an die Flucht von Willy Brandt im April 1933 von Travemünde nach Dänemark. Paul Stooß ermöglichte Brandt in einem Motorkutter die Flucht.

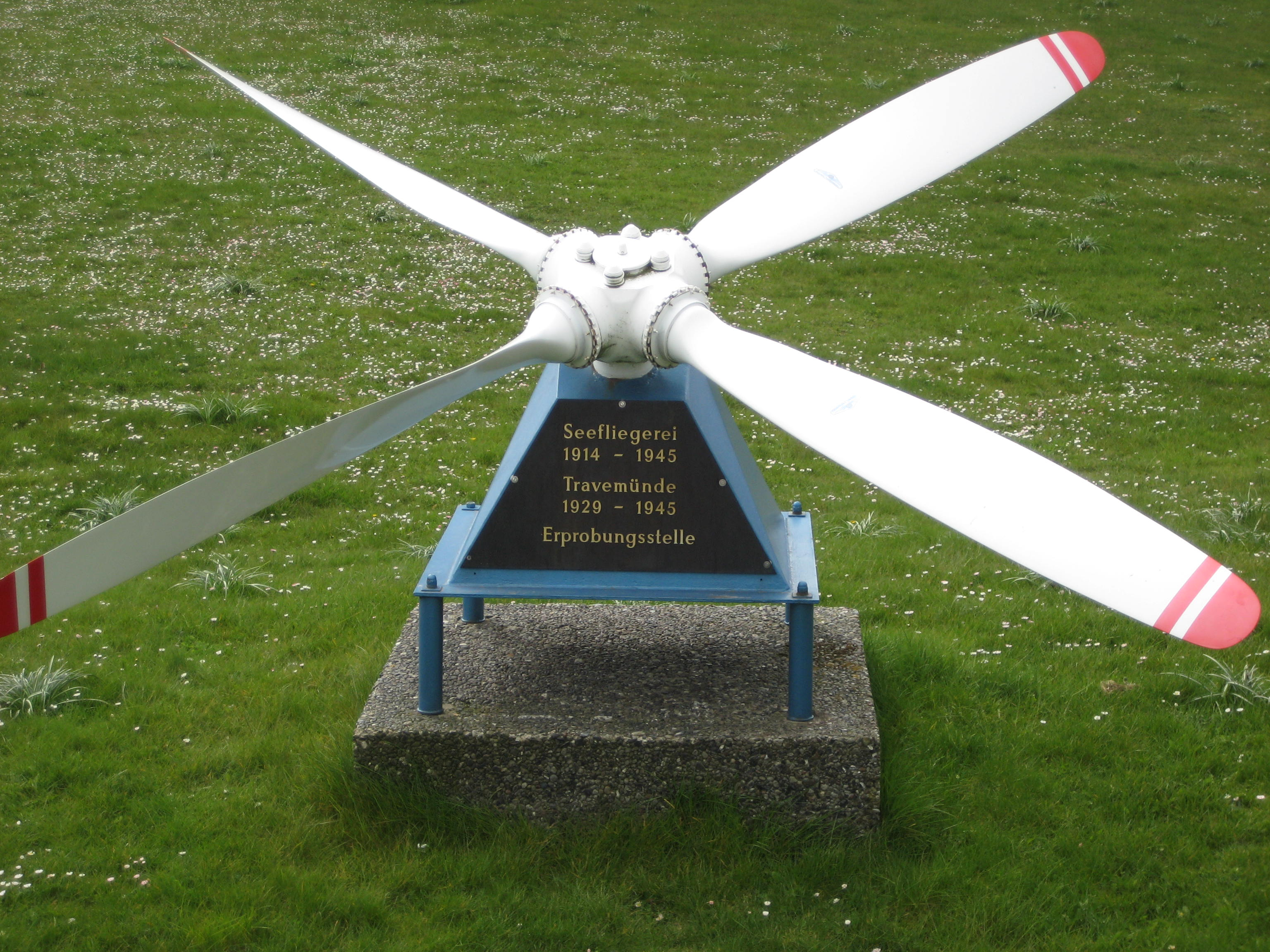
Seefliegerdenkmal auf der Grünfläche zwischen dem Maritim-Hotel und der Strandpromenade
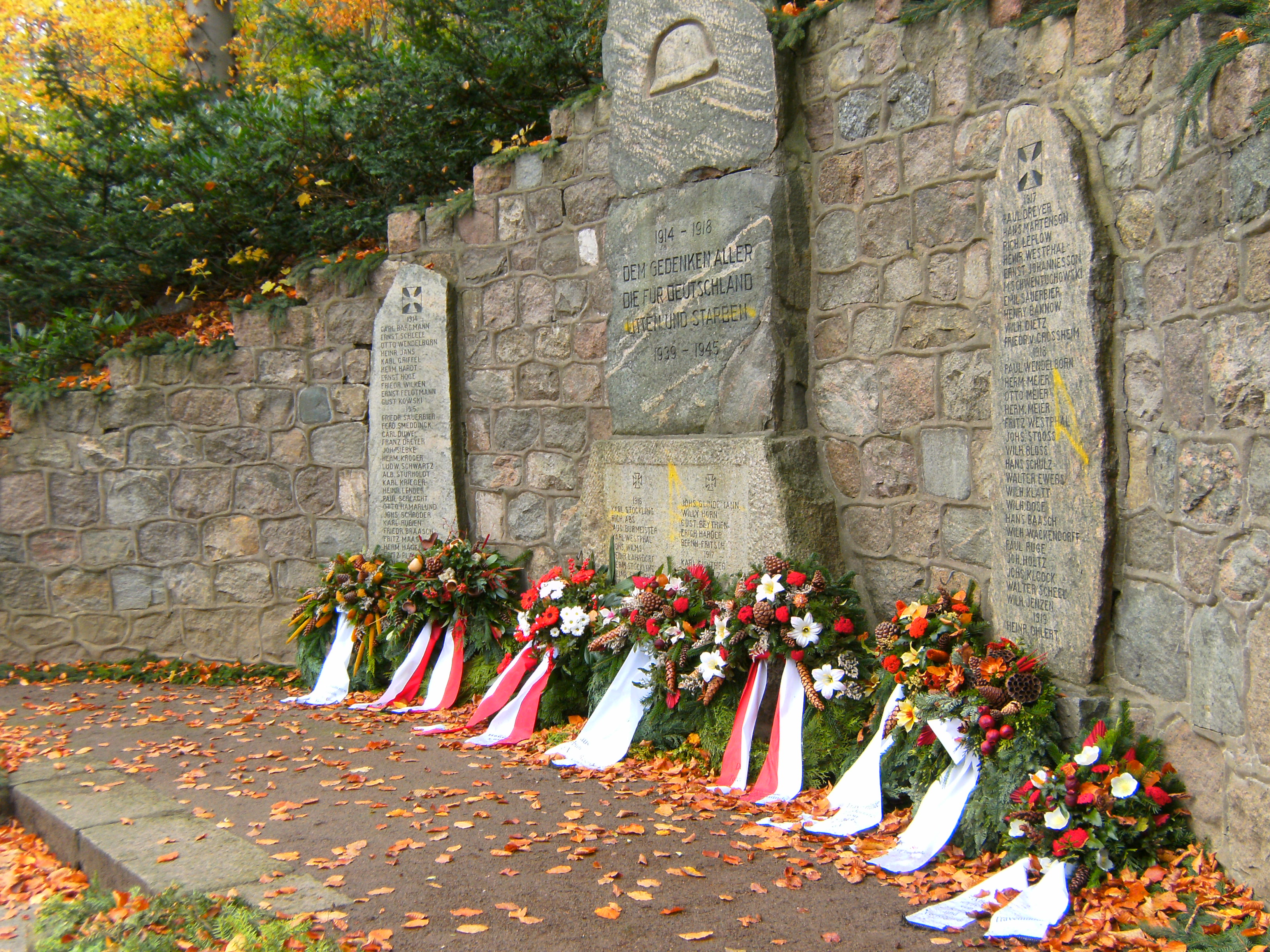
Denkmal für die Gefallenen der Weltkriege in Travemünde im Zippelpark (2014)
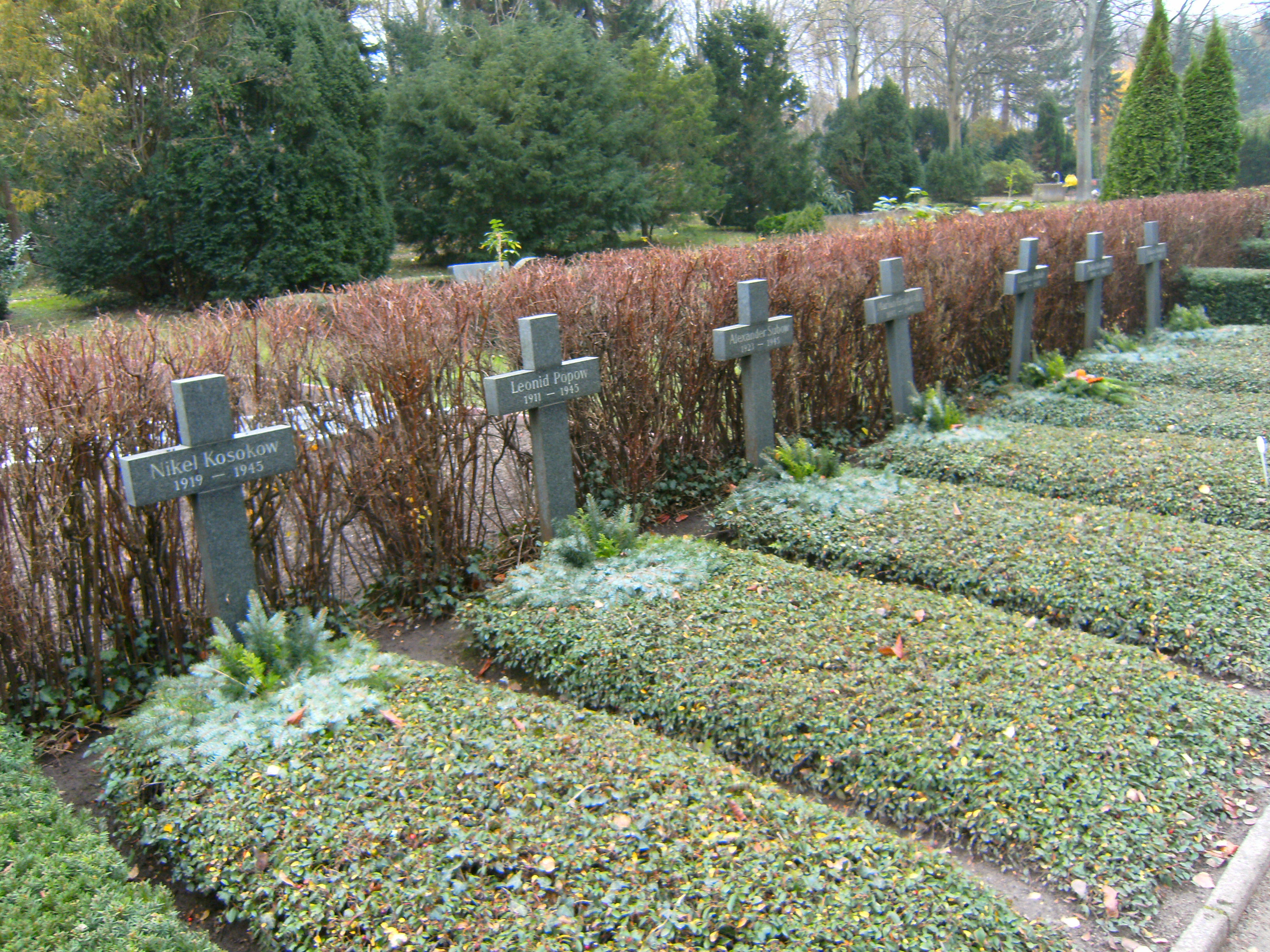
Kriegsgräber von 1945 auf dem Travemünder Friedhof St. Lorenz

## Öffentliche Verkehrsmittel

### Eisenbahn

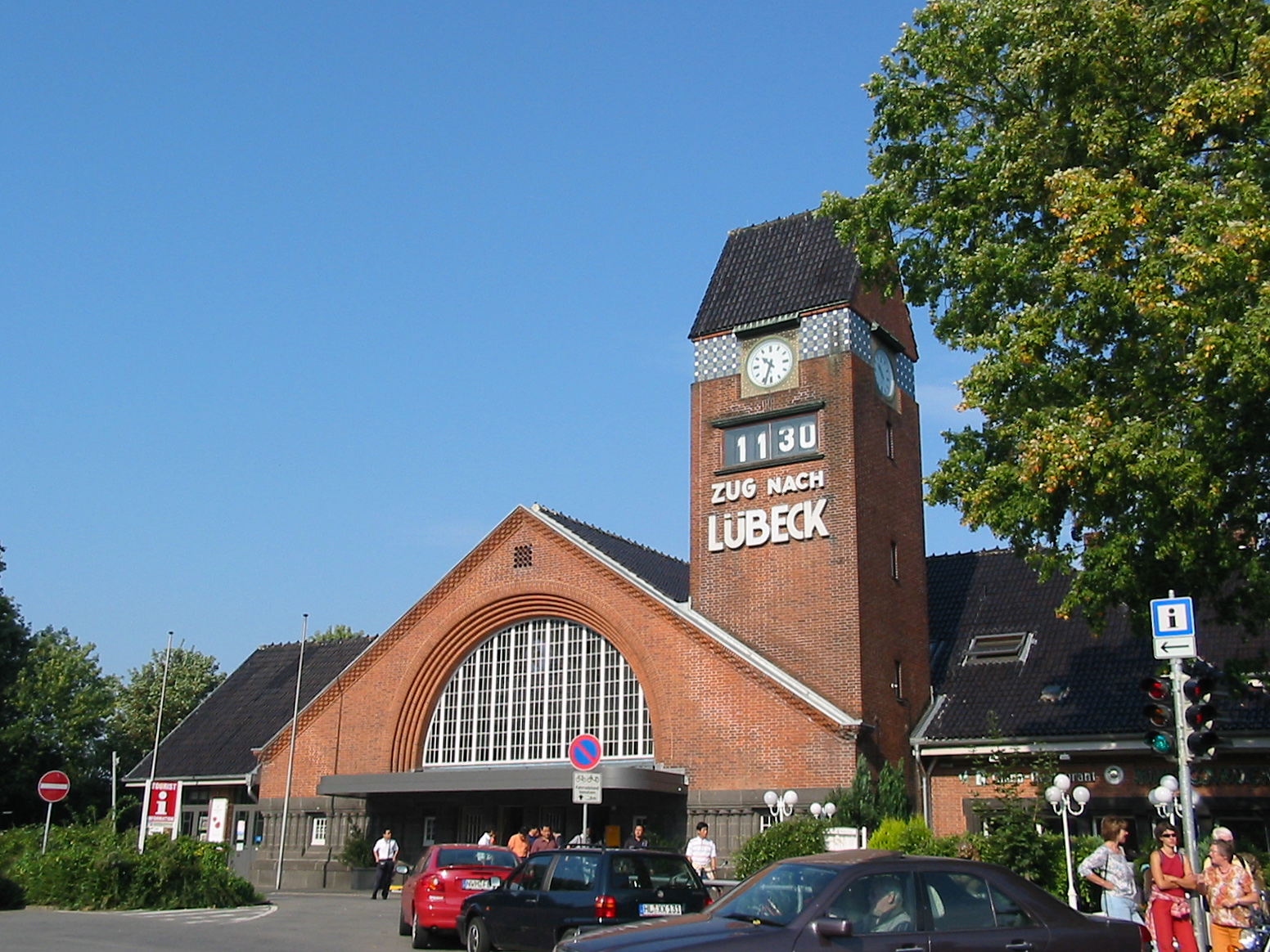
Bahnhof Lübeck-Travemünde Strand

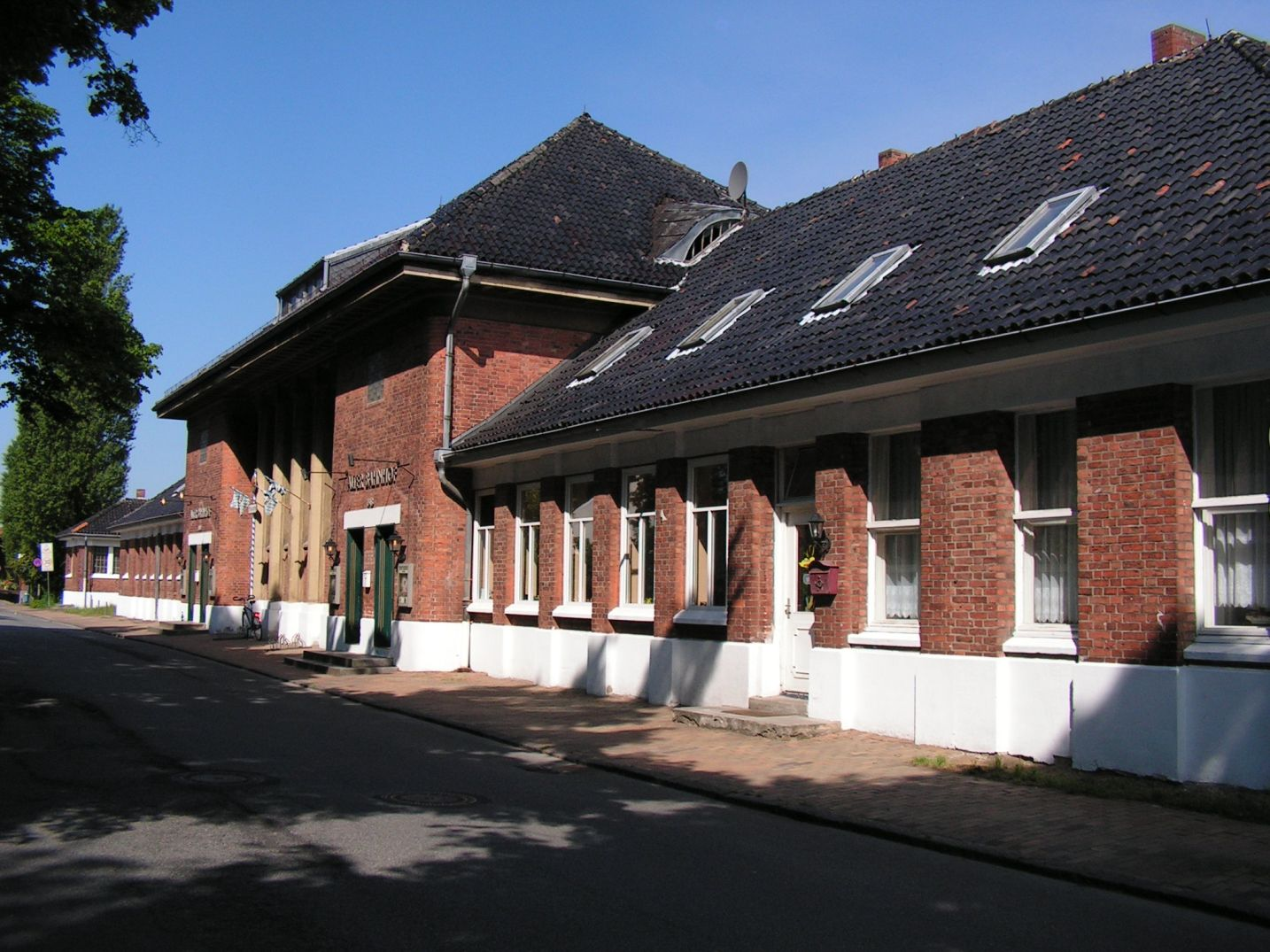
Bahnhof Lübeck-Travemünde Hafen

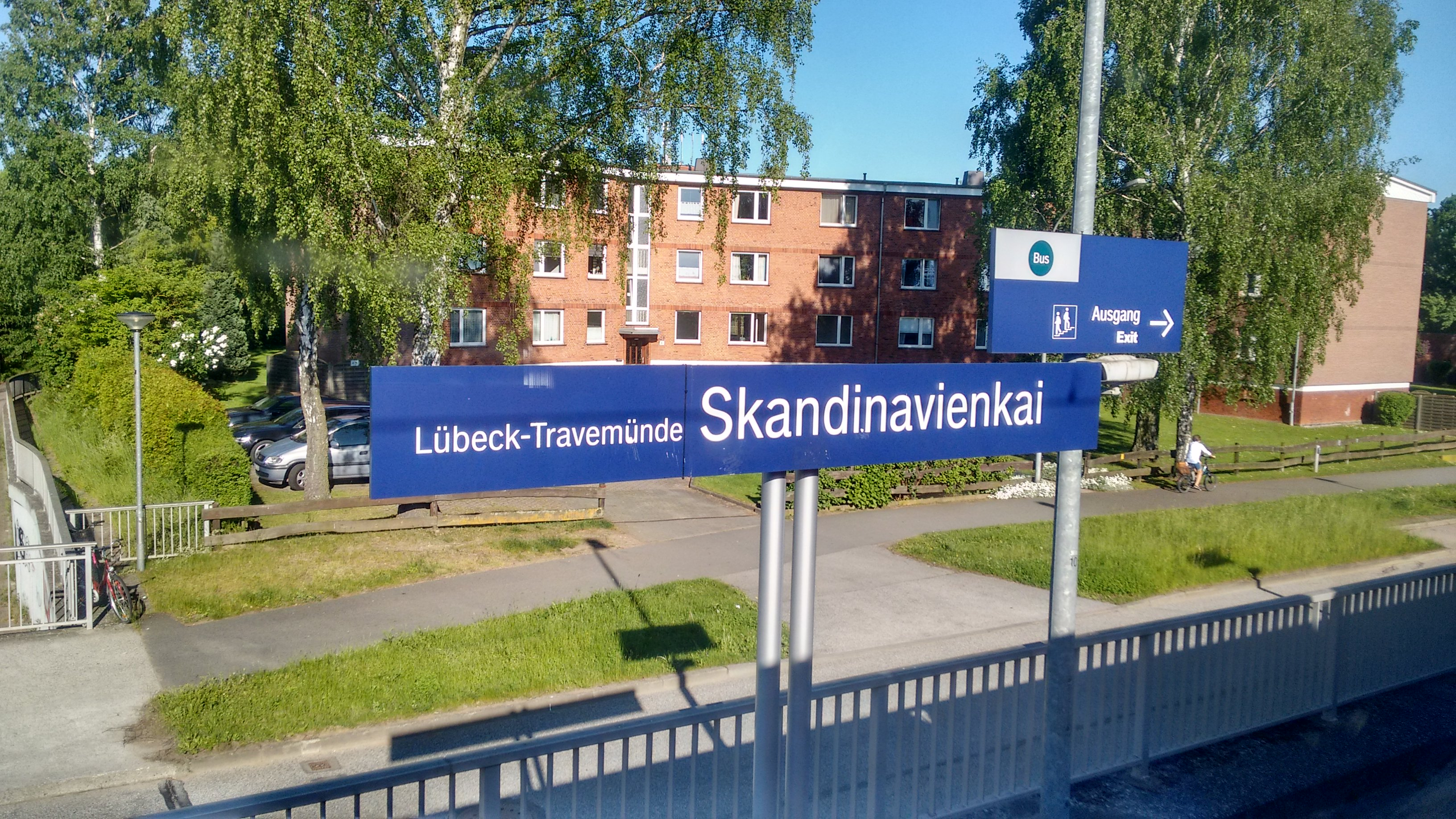
Bahnhaltepunkt Lübeck-Travemünde Skandinavienkai

Von Hamburg und Lübeck wird der Stadtteil über die seit 2008 elektrifizierte Bahnstrecke Lübeck–Lübeck-Travemünde Strand mit Zügen des Regionalverkehrs (2021: DB Regio) im Stundentakt bedient. Der Streckenast Travemünde Hafen–Niendorf wurde am 29. September 1974 stillgelegt und nach dem Abbau der Gleisanlagen in weiten Abschnitten zu einem Rad- und Wanderweg umgestaltet.
Die drei Travemünder Eisenbahnstationen sind von Süd nach Nord Lübeck-Travemünde Skandinavienkai, Lübeck-Travemünde Hafen (nahe der Altstadt) und Lübeck-Travemünde Strand (nahe der Strandpromenade und dem Kurhaus). Der Bahnhof Lübeck-Travemünde Skandinavienkai befindet sich inzwischen weitab vom Check-in der Ostseefähren. Am Skandinavienkai findet reger Güterverkehr statt, wobei die Güterzüge auf eigener Trasse Richtung Lübeck verkehren.

### Internationaler Fährverkehr

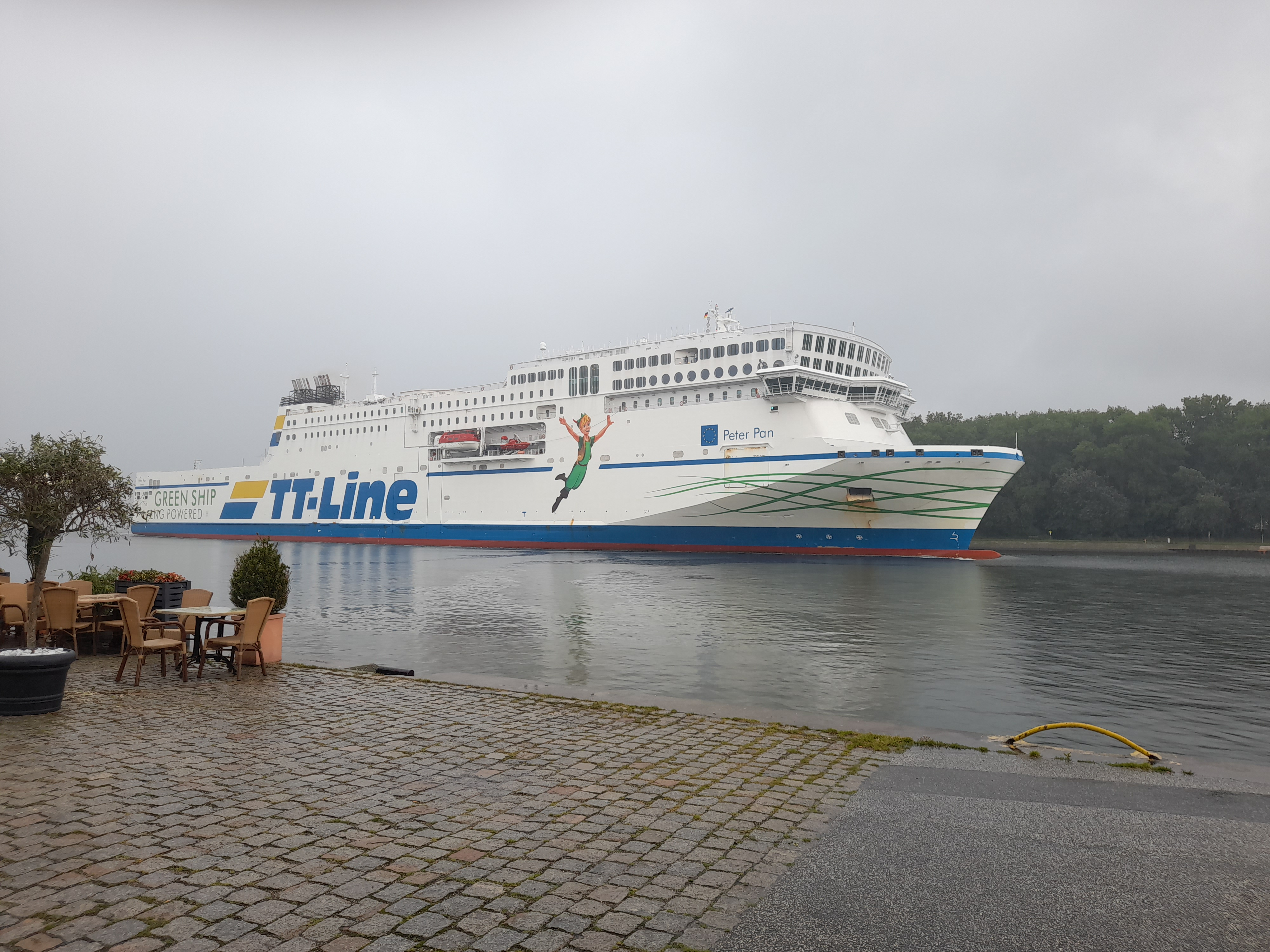
Einfahrendes Fährschiff Peter Pan in Travemünde.

Travemünde ist mit seinem Skandinavienkai einer der bedeutendsten deutschen Fährhäfen für den Verkehr mit Finnland, Schweden (Karlshamn, Malmö und Trelleborg) und dem Baltikum. Der Skandinavienkai ist durch eine Anschlussstelle direkt mit der Bundesstraße 75 verbunden. Der Durchgangsverkehr wird somit vom Ort Travemünde ferngehalten.

### Stadtfähren

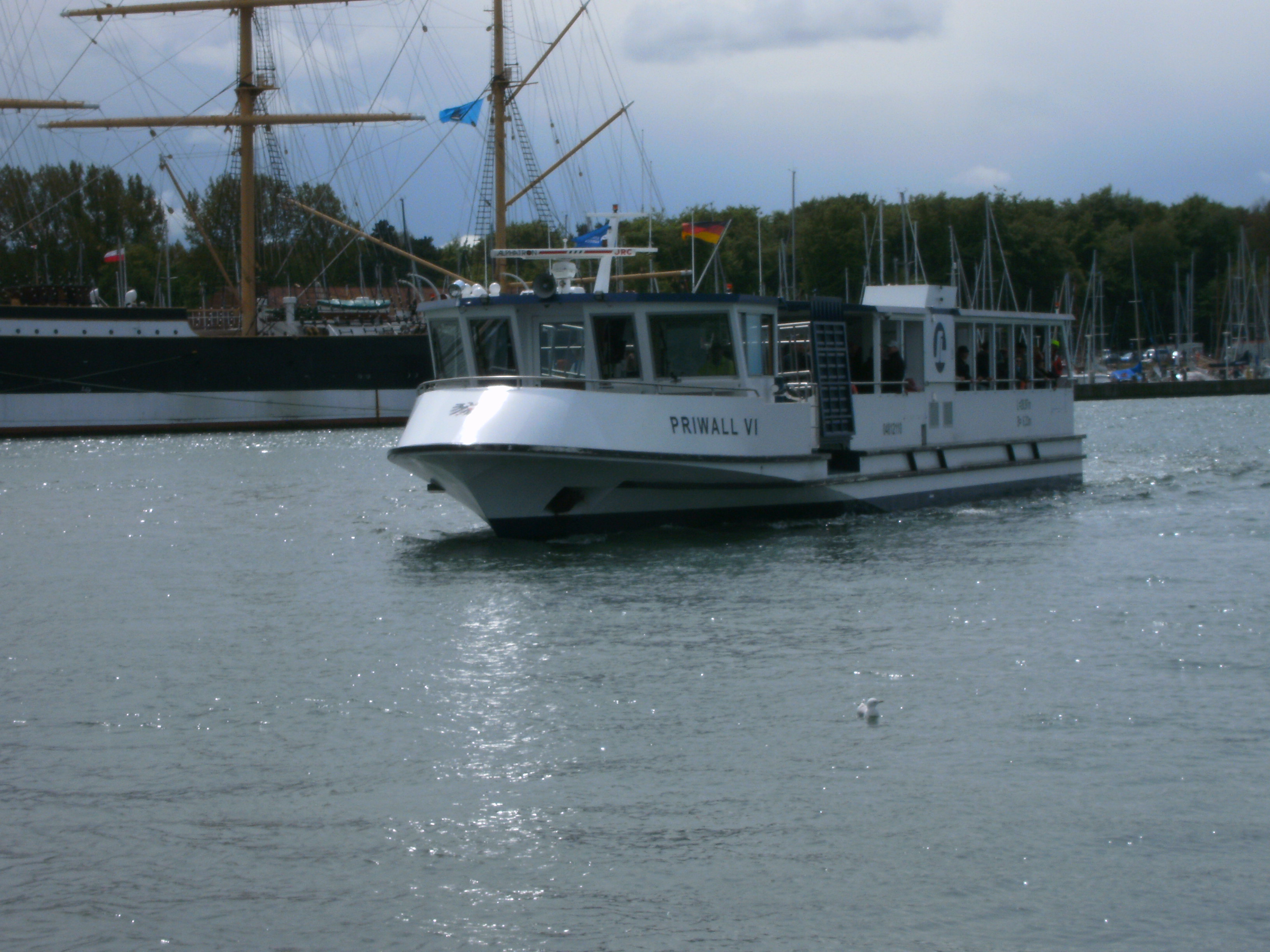
Personenfähre Priwall VI

Zwischen der rechts der Trave an der Grenze zu Mecklenburg-Vorpommern gelegenen Halbinsel Priwall und dem Zentrum von Travemünde verkehrt eine kombinierte Personen- und Autofähre. Außerdem verkehrt von der Nordermole beim Alten Leuchtturm in Travemünde in den Sommermonaten noch eine Personenfähre zum Priwall.

### Busverkehr
Nach Lübeck bestehen Busverbindungen mit den Schnellbuslinien 30, 40 oder 50 der Lübeck-Travemünder Verkehrsgesellschaft (LVG). Innerhalb Travemündes gibt es die Ortsbuslinien 35 und 38 (werktags alle 2 Stunden).
Die Seebäder der Lübecker Bucht von Travemünde über Niendorf, Timmendorf bis nach Scharbeutz werden durch die Linie 40 der LVG verbunden. Nach Bad Schwartau verkehrt die Linie 33.

### Flugverkehr
Der nächste Flughafen ist der Flughafen Lübeck-Blankensee. In Hamburg-Fuhlsbüttel befindet sich der bedeutendere internationale Flughafen Hamburg.

### Straßen
Travemünde ist über die A 1/A 226 und die autobahnähnlich ausgebaute Bundesstraße 75 erreichbar. Mit den nordwestlich gelegenen Bädern der Lübecker Bucht und der Holsteinischen Schweiz ist Travemünde durch die Bäderstraße B 76 verbunden.

### Touristische Verkehrsverbindungen
Rund 20 Kreuzfahrtschiffe fahren pro Jahr den Ostpreußenkai an und bringen Besucher nach Travemünde. Einige wenige Kreuzfahrtschiffe legen am Skandinavienkai an. Die meisten Kreuzfahrtschiffe legen in den Monaten Juni bis August an.
Von April bis Anfang Oktober befahren zweimal täglich kleine Personenschiffe in 90 Minuten die Strecke zwischen der Travemünder Vorderreihe und der Lübecker Drehbrücke. Sie erschließen dabei die Natur- und Industrielandschaft der Trave.
Der von den Naturfreunden Deutschlands initiierte Wanderweg Hanseatenweg verläuft durch Lübeck, Travemünde und den Priwall. Er besteht bereits zwischen den Hansestädten Osnabrück, Bremen, Hamburg, Lübeck, Wismar und Rostock. Geplant ist er für die Gesamtstrecke von Brügge in Belgien bis Narva in Estland.
Einige Radfernwege verlaufen durch Travemünde, darunter der Iron Curtain Trail, der von Norwegen bis zum Schwarzen Meer entlang des ehemaligen Eisernen Vorhangs verläuft, und der Ostseeküsten-Radweg, der mit einer Länge von über 7000 km die Ostsee umrundet.

## Rettungsstation der DGzRS
Seit 1865 steht ein Rettungsschuppen der Deutschen Gesellschaft zur Rettung Schiffbrüchiger (DGzRS) am Ufer der Trave. Nach den anfangs stationierten Ruderrettungsbooten kamen ab 1929 Motorrettungsboote zur Station. Für die Seenotrettung in der Lübecker Bucht vor Travemünde liegt an der Lotsenstation seit 1972 ein Seenotrettungsboot.

## Veranstaltungen

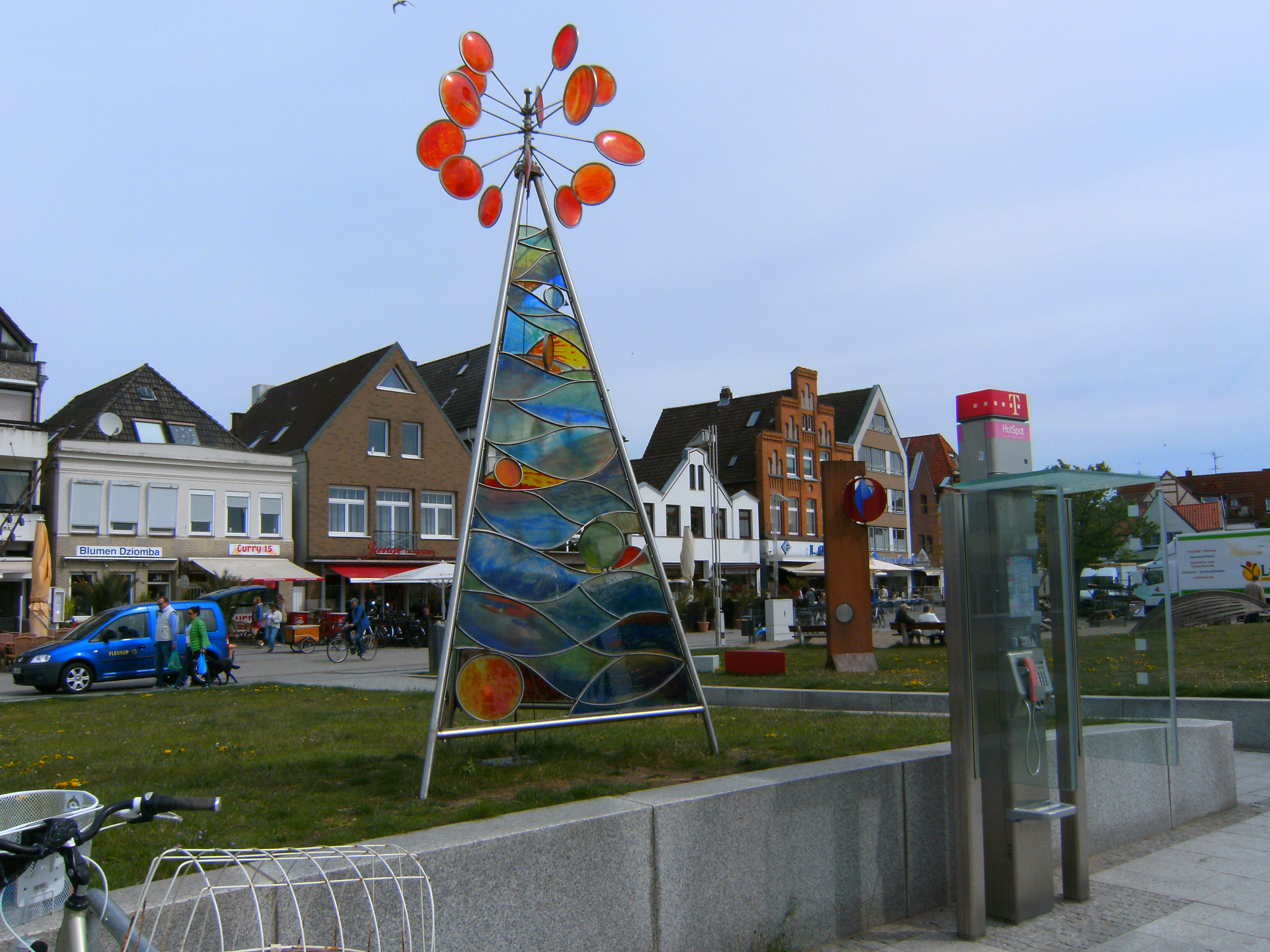
WindArt in Lübeck-Travemünde, Platz vor der Alten Vogtei: Gerhard A. O. Schmidt, Oldenburg/Ol: Glasskulptur „Die Große Windpyramide“

- 1. Mai, 11 Uhr: Vor der Travemünder St.-Lorenz-Kirche wird auf dem Alten Marktplatz ein Maibaum mit Handwerkssymbolen aufgestellt.[29]
- Mai bis Oktober: WindArt Travemünde: Kinetische Kunst auf den Grünflächen von Travemünde, zum Beispiel vor der Alten Vogtei[30]

- Im Dezember an den Adventswochenenden: Im Kreuzfahrtterminal am Ostpreußenkai findet der Weihnachtsmarkt für Kunsthandwerk statt.
- 24. Dezember ab 14 Uhr: Heiligabend am Leuchtturm[31]

Daneben gibt es laufend kleinere Veranstaltungen.

### Travemünder Woche
Alljährlich im Sommer findet unter Federführung des Lübecker Yacht-Clubs (LYC) vom Leuchtenfeld aus die Travemünder Woche statt mit rund 2500 Aktiven und über 1000 Booten, ähnlich der Kieler Woche. Die Travemünder Woche ist eine Segelregatta auf zehn Regattabahnen mit Kielyachten, Katamaranen und Gleitjollen. Zusätzlich gibt es ein Landprogramm.

### Sandskulpturen
Im Fischereihafen wird im Sommerhalbjahr die Ausstellung Sandskulpturen Travemünde gezeigt. Internationale  „sand-carver“,  darunter Welt- und Europameister im Sandskulpturenbau, modellieren bis zu 8 Meter hohe Kunstwerke.  Die Sandskulpturen haben einen jährlich wechselnden Motivschwerpunkt.

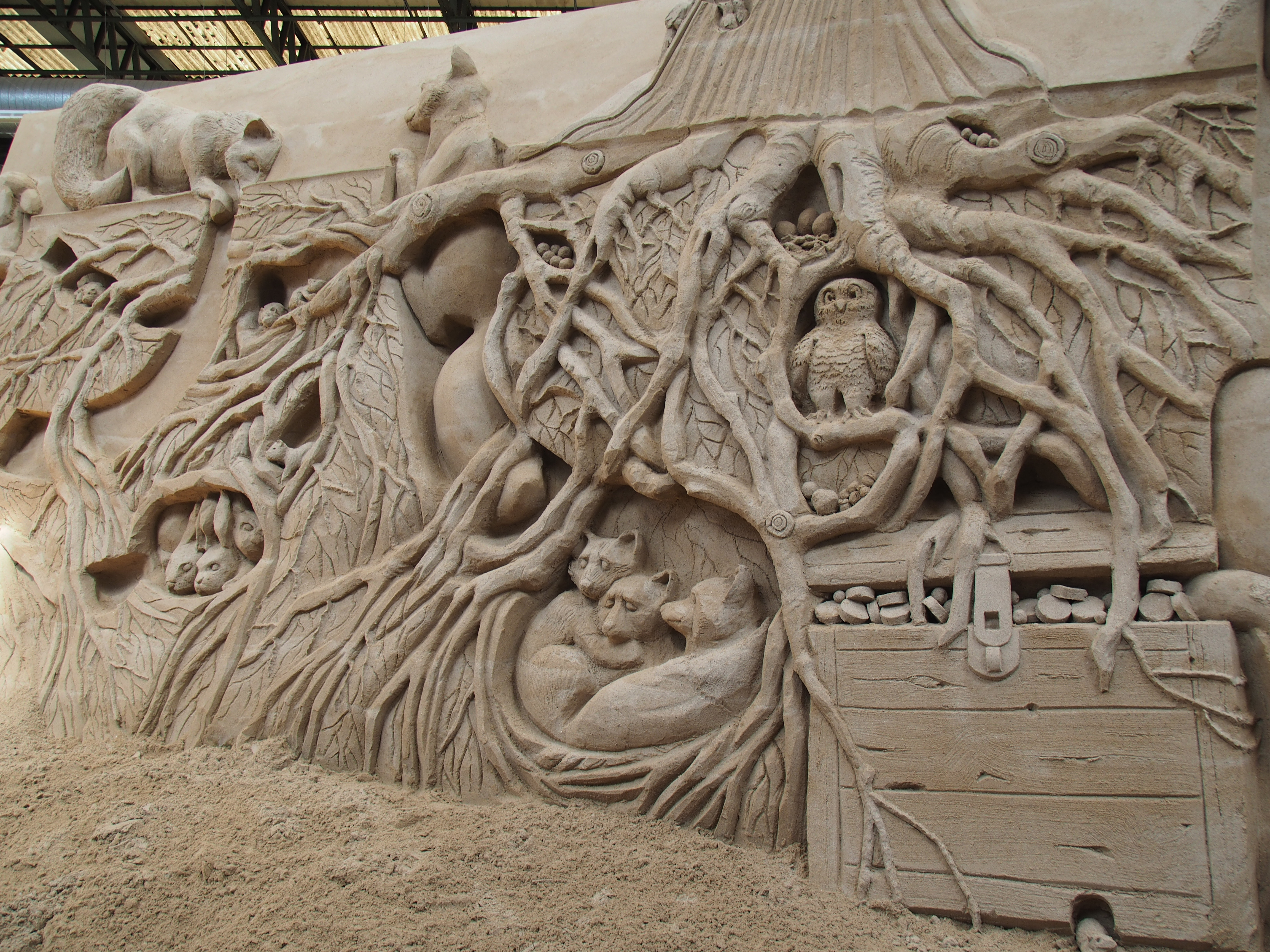
Unter der Erde
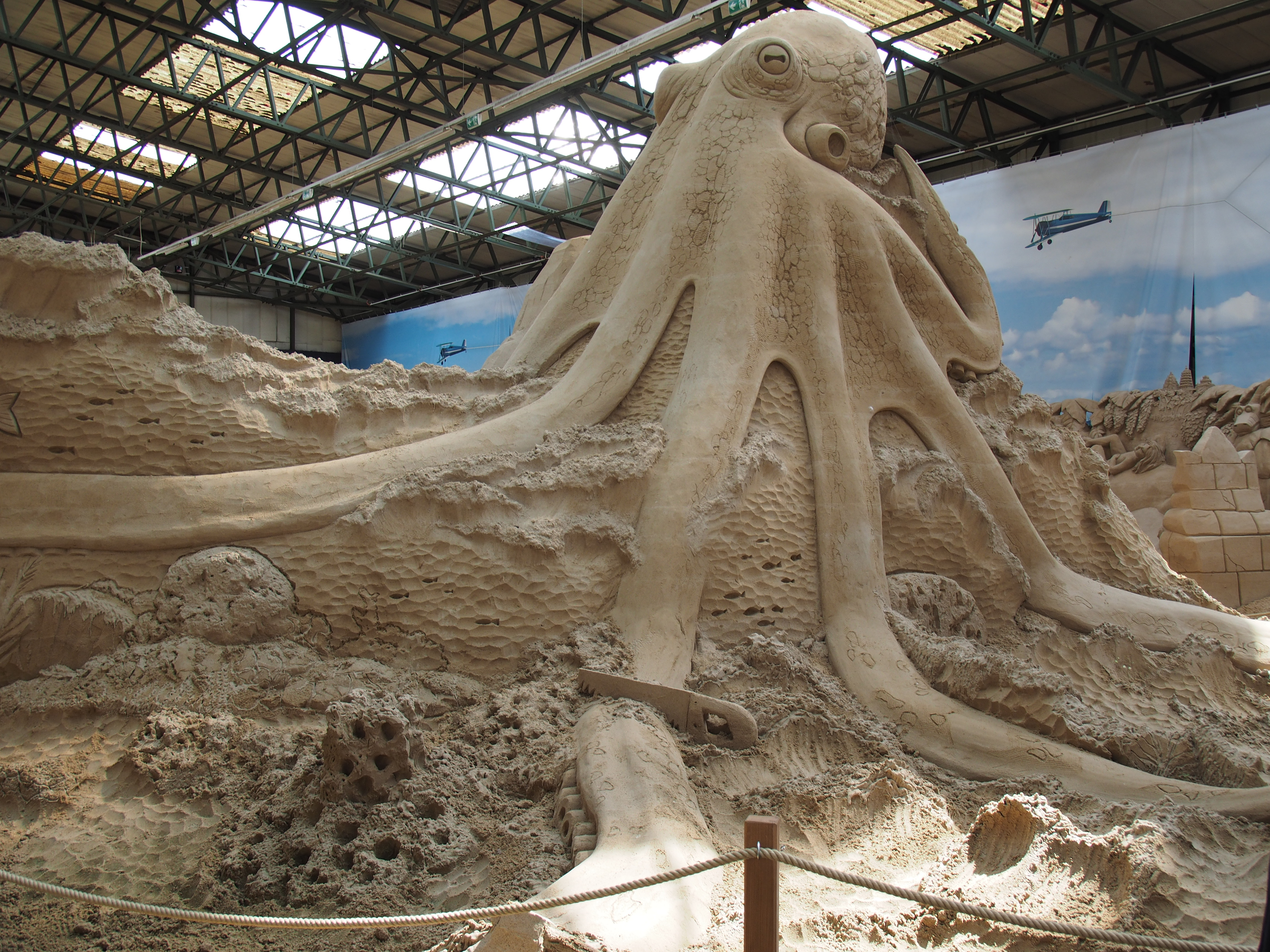
Ozeane
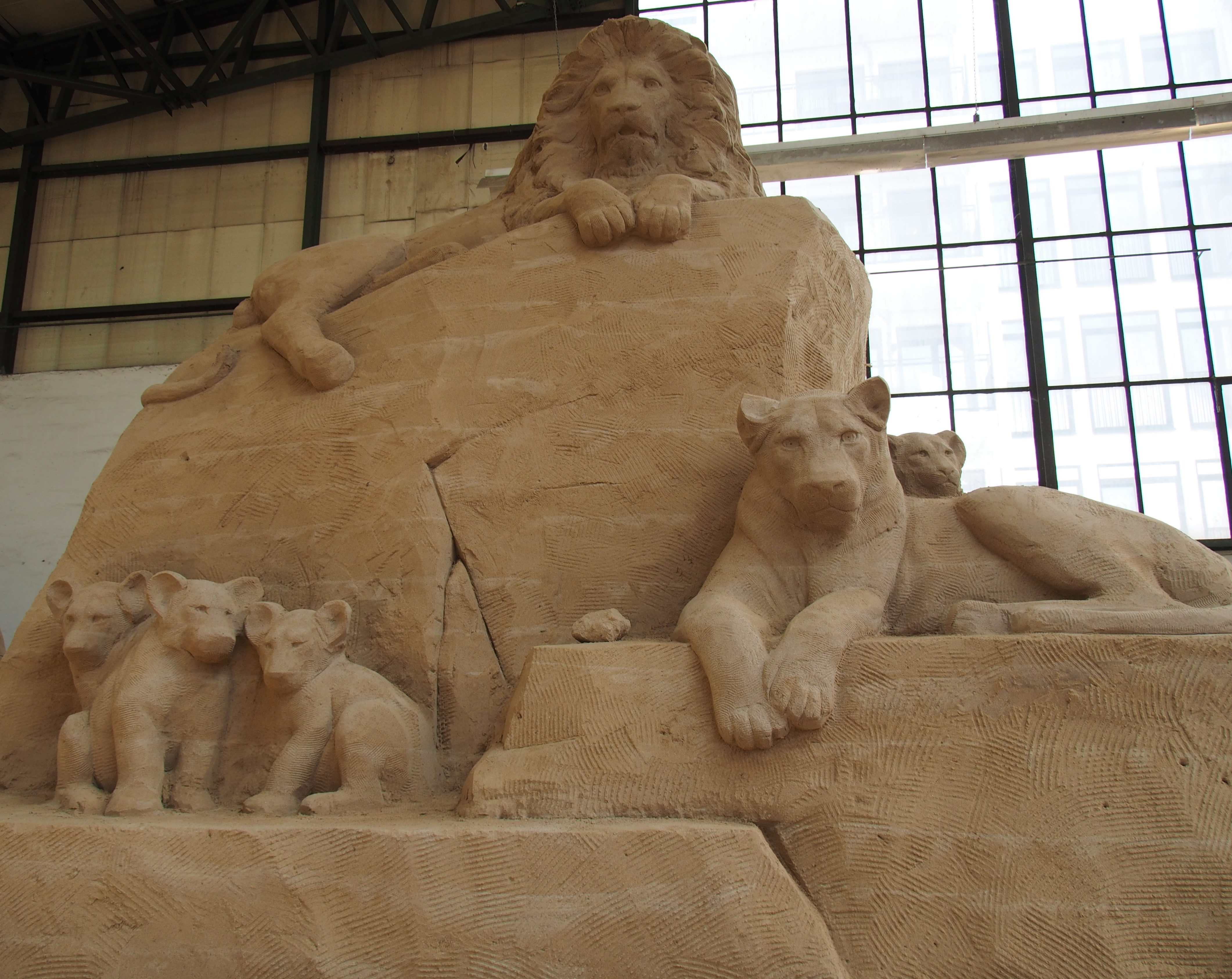
Safaritour
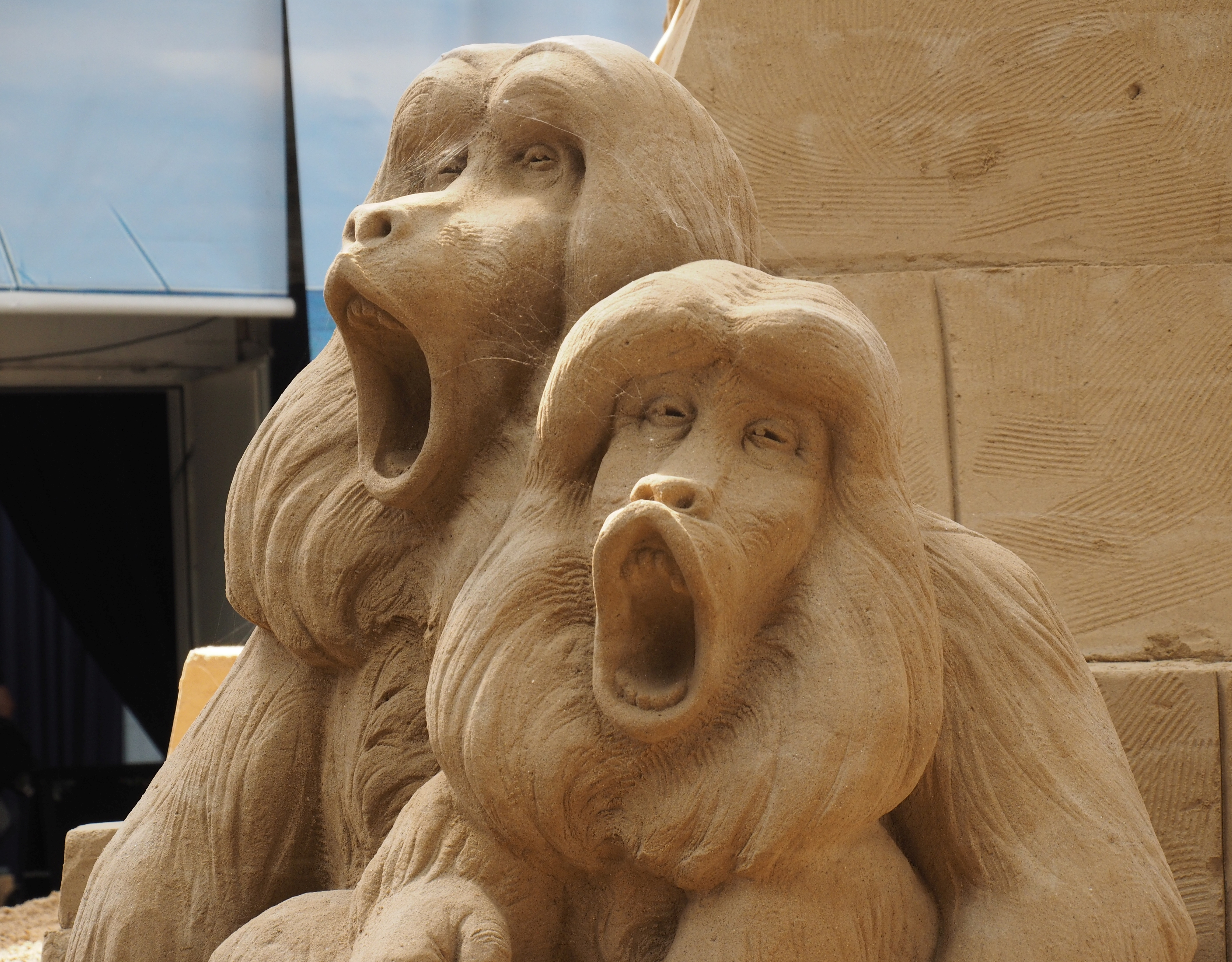
Affen

## Bildung
- Stadtschule Travemünde (Grundschule, bis 2009 Grund- und Hauptschule), Hirtengang, 204 Schüler in 9 Klassen
- Schule am Meer (Grund- und Gemeinschaftsschule), Steenkamp/Ecke Strandweg, 330 Schüler in 16 Klassen
- Berufsbildungsstätte der Handwerkskammer Lübeck, Wiekstraße 5 (Priwall)
- Schleswig-Holsteinische Seemannsschule, Wiekstraße 3a (Priwall)

Schülerzahlen aus dem Schuljahr 2019/2020

## Kirchen

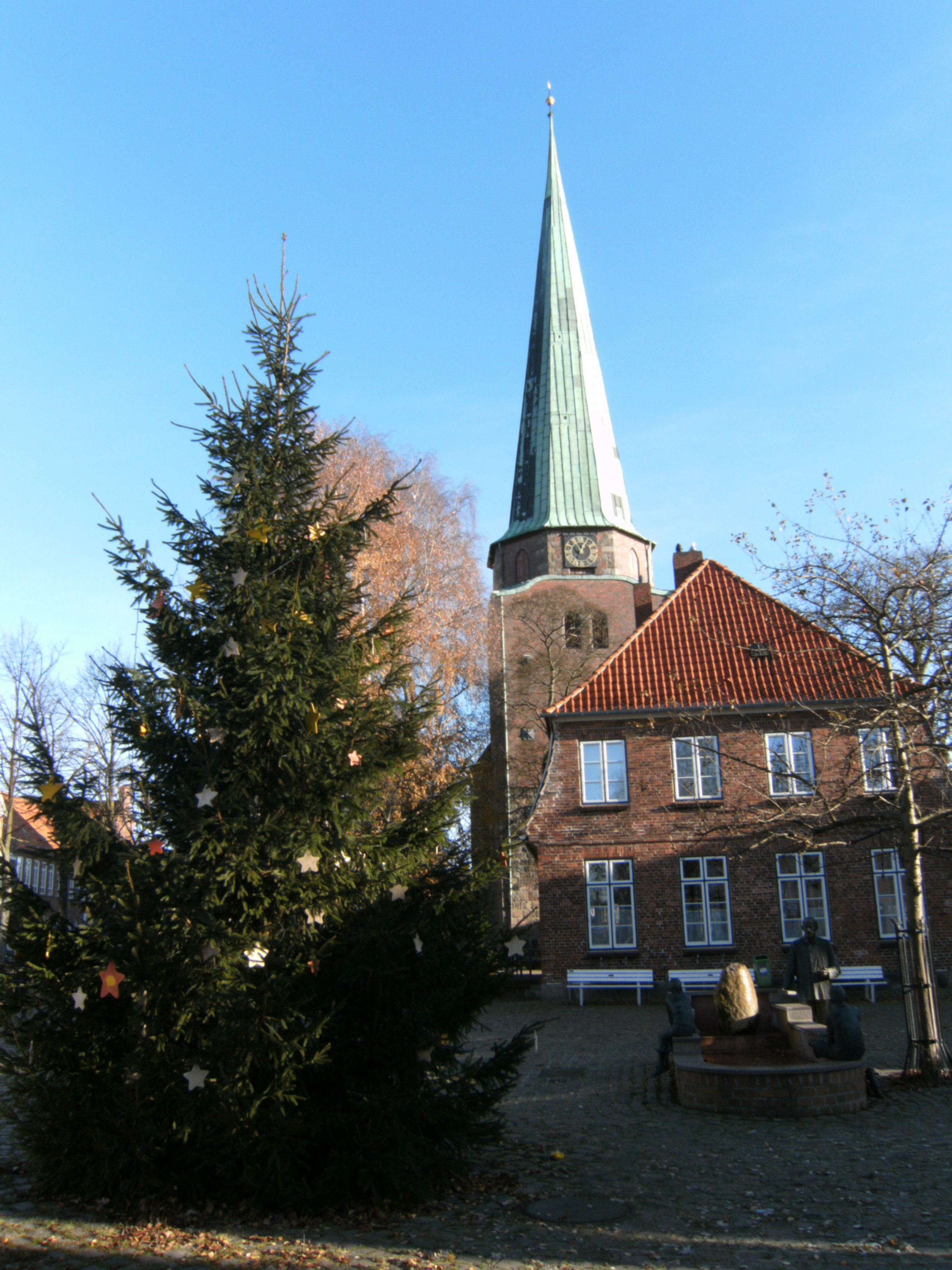
Lübeck-Travemünde: Weihnachtsbaum vor der St.-Lorenz-Kirche

- Lübeck-Travemünde: Weihnachtsbaum vor der St.-Lorenz-Kircheevangelisch-lutherisch: St. Lorenz, Kirchenstraße / Versöhnungskirche im Pommernzentrum (geweiht 1991)
- römisch-katholisch: St. Georg, Rose
- sonstige Glaubensgemeinschaften: Neuapostolische Kirche, Moorredder

## Persönlichkeiten
Literarisch hat der Lübecker Nobelpreisträger Thomas Mann in den Buddenbrooks den Badeurlaub und Seebadbetrieb des 19. Jahrhunderts festgehalten. Maler wie Edvard Munch, Gotthardt Kuehl, Ulrich Hübner und Erich Dummer stellten das sommerliche Leben im Seebad und Yachthafen dar. Ihre Gemälde sind im Lübecker Kunstmuseum Behnhaus ausgestellt und zeugen von Travemündes Vergangenheit.
Dem Mundartdichter und Erzähler Otto Timmermann (1916–2008), Küster der St.-Lorenz-Kirche und Travemünder Original, wurde 2002 auf dem alten Marktplatz der Timmermann-Brunnen gewidmet.
Peter Deilmann, der Gründer der durch die ZDF-Fernsehserie Das Traumschiff bekannten gleichnamigen Peter Deilmann Reederei aus Neustadt in Holstein, Ernst Heller, Industrieller und Generaldirektor der Hannoverschen Maschinenbau-Aktien-Gesellschaft, VIVA-Moderatorin Gülcan Kamps (geb. Karahancı), Rötger Feldmann alias „Brösel“, deutscher Comiczeichner, Peter Nogly, deutscher Fußballnationalspieler und der Fußballtrainer Bernd Schröder wurden in Travemünde geboren. Antje Buschschulte, Schwimmweltmeisterin, wuchs in Travemünde auf und Eckhard Dagge, zweiter deutscher Boxweltmeister nach Max Schmeling, begann den Boxsport in Travemünde. Der königlich preußische Konsul a. D. in Maracaibo und Sozialreformer Emil Minlos starb 1901 in seiner Villa.

## Galerie

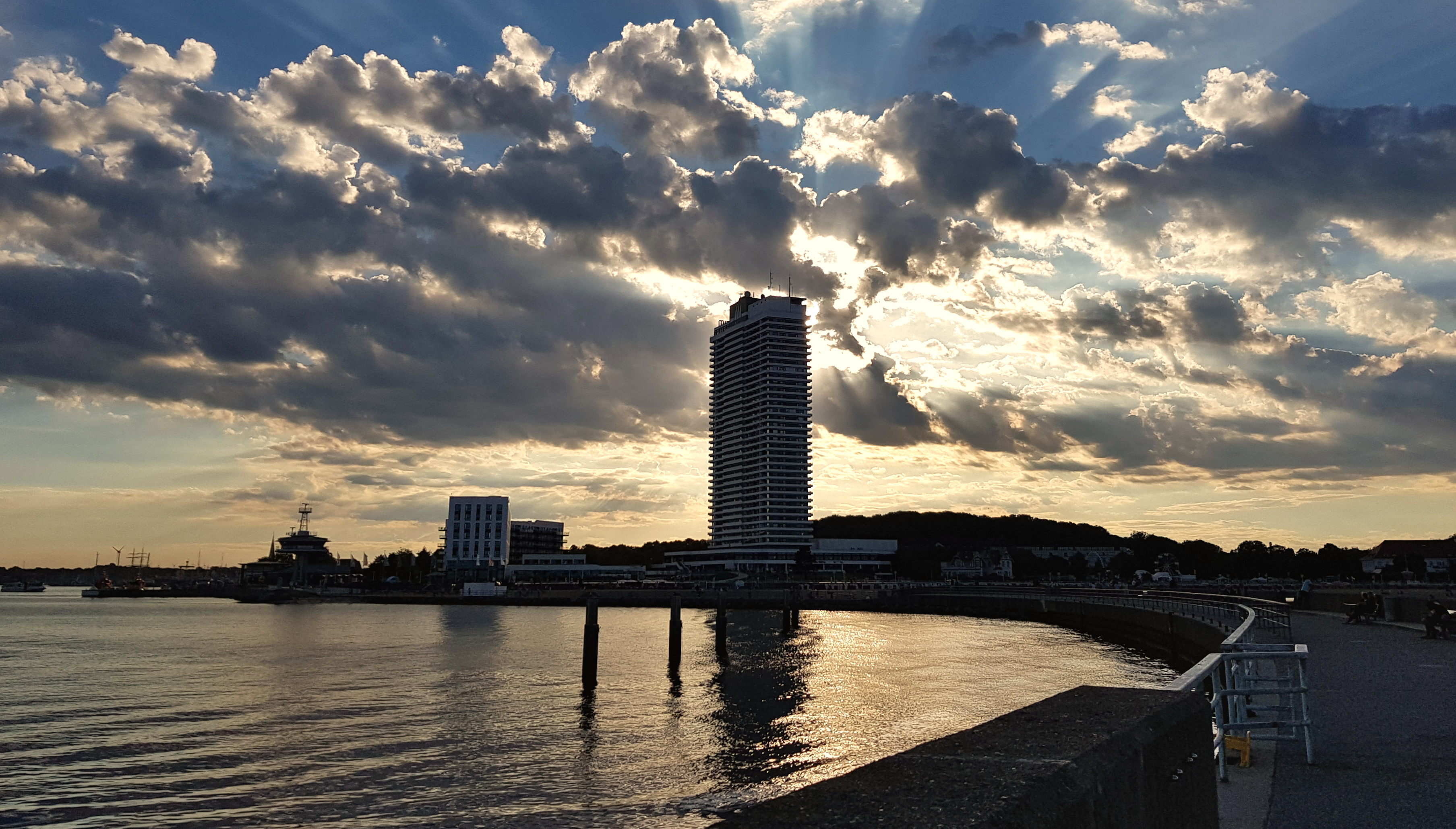
Maritim-Hochhaus mit Strand bzw. Promenade
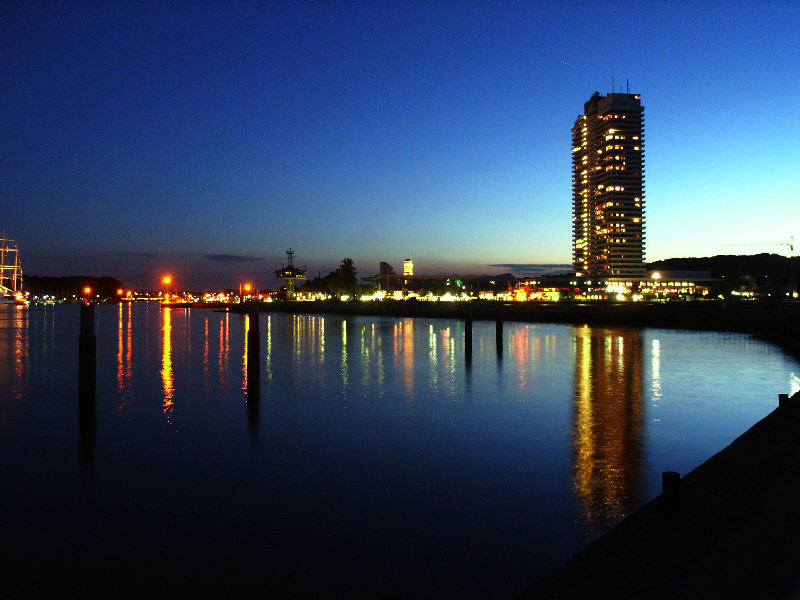
Travemünde zur Blauen Stunde
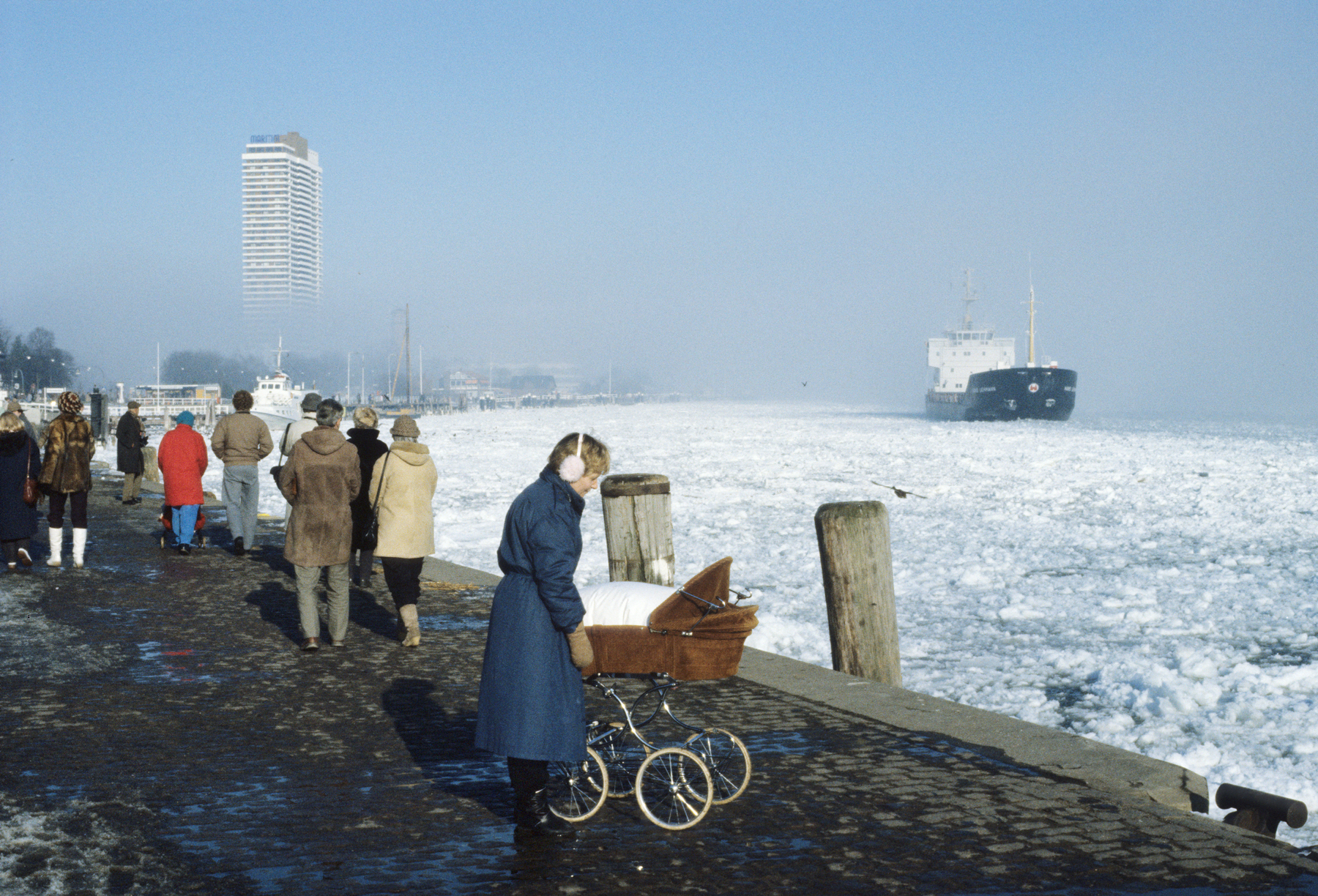
Travemünde mit vereister Trave im Februar 1986. Im Hintergrund der Lübecker Frachter Anne Lehmann
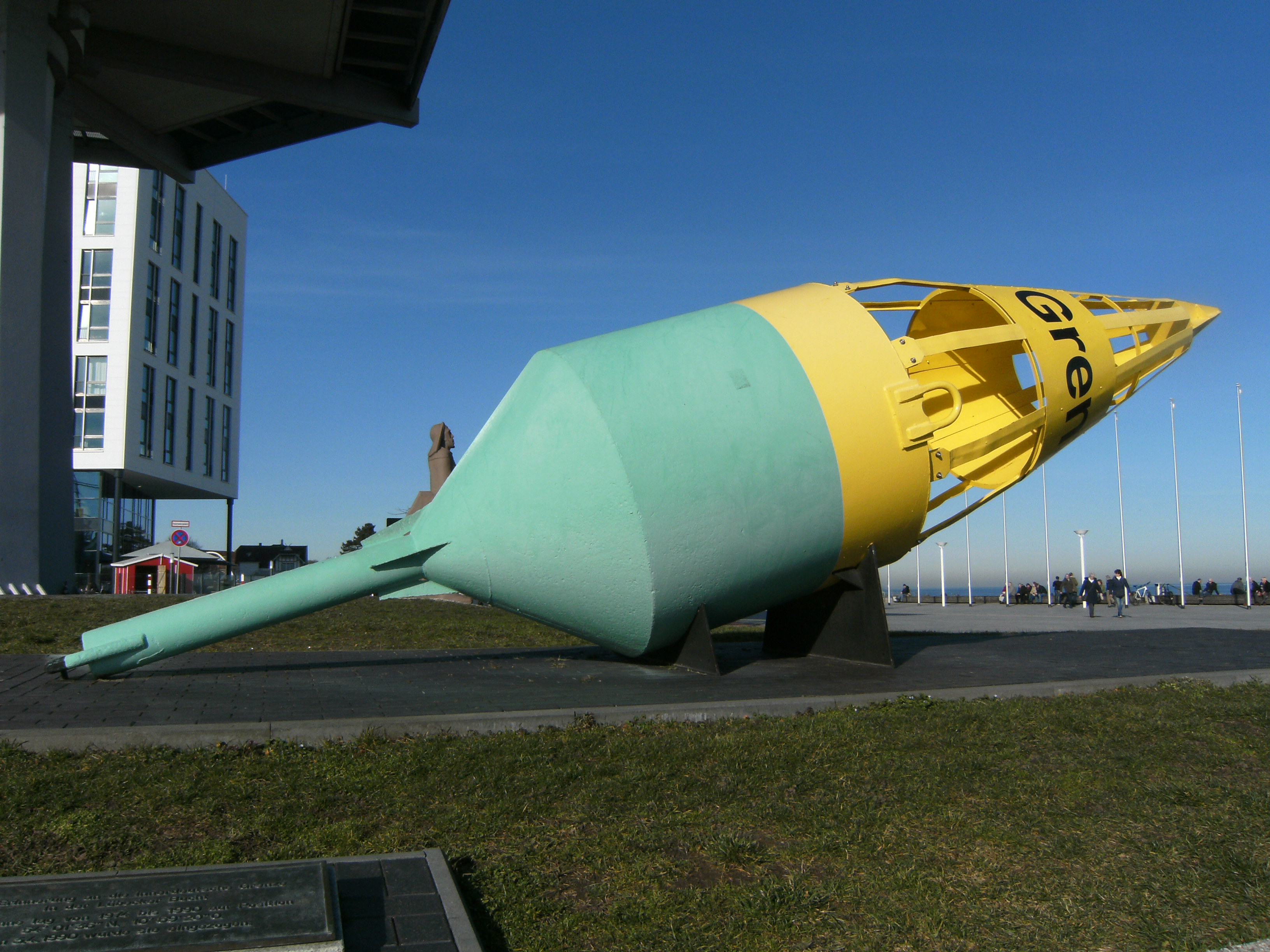
Travemünde, Travepromenade: Mahnmal: Historische Markierungstonne der ehemaligen DDR-Grenze in der Ostsee
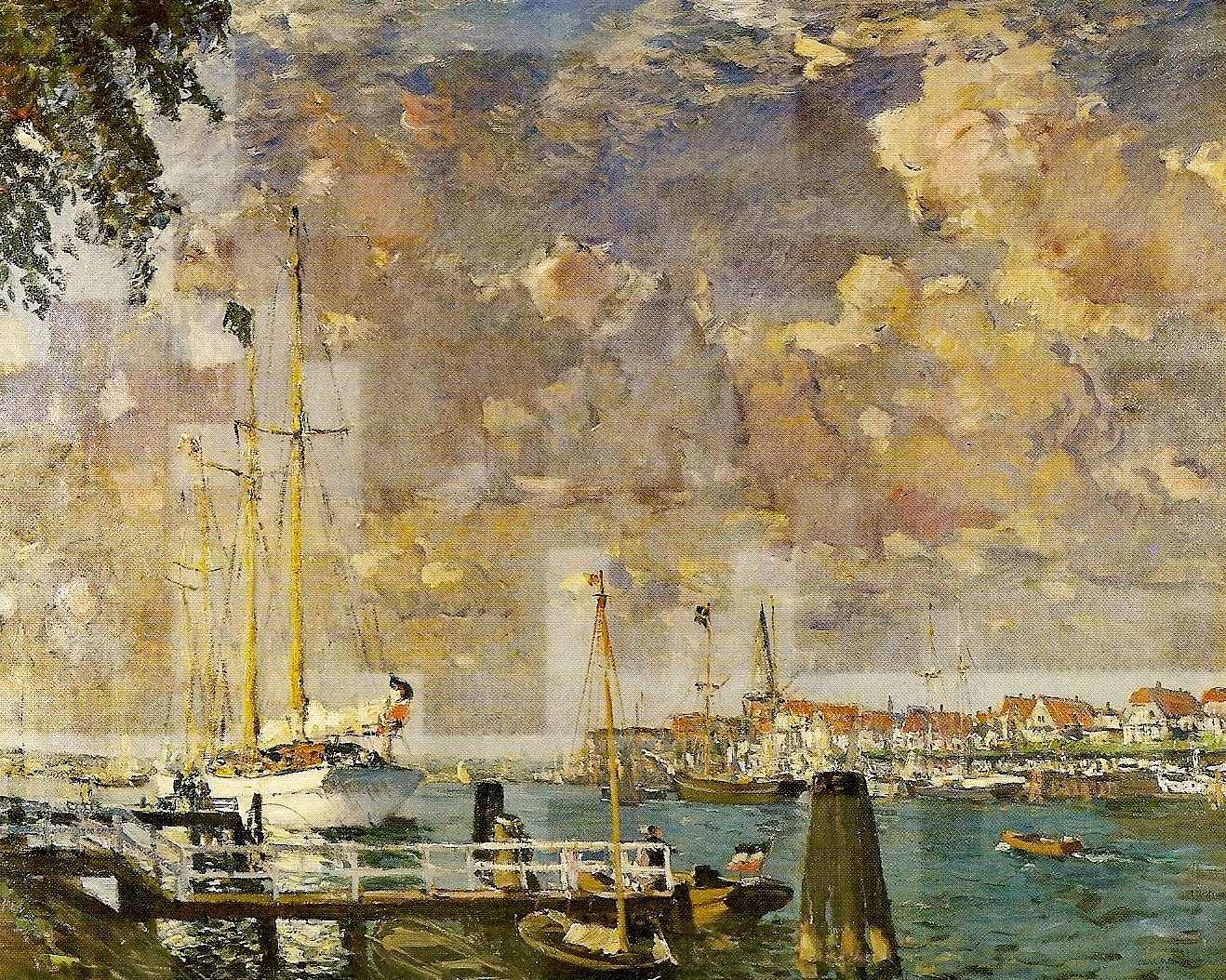
Ulrich Hübner: Travemünde (1910)
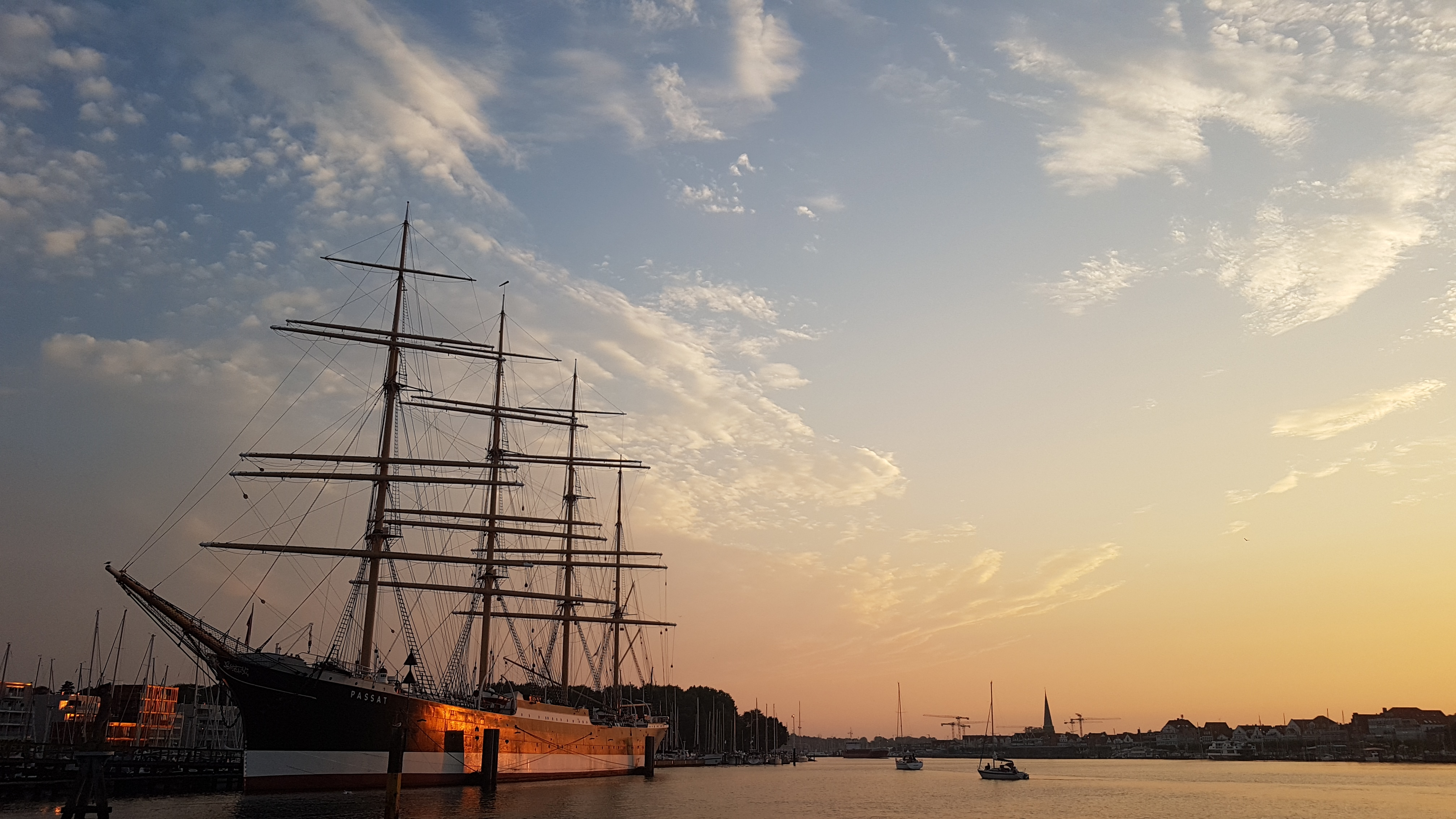
Die Viermastbark „Passat“ und Travemünde im Hintergrund zur Sonnenuntergangszeit